# L'Isle-Adam, Val-d'Oise
L'Isle-Adam este o comună franceză, situată în departamentul Val-d'Oise, în regiunea Île-de-France.
Este un oraș situat în centrul-nord al departamentului Val-d'Oise, pe malul stâng al râului Oise, la douăzeci și cinci de kilometri în linie dreaptă la nord-nord-vest de porțile Parisului, la aproximativ zece kilometri nord-est de Pontoise și la treizeci și cinci de kilometri sud de Beauvais. Împreună cu Parmain, o comună vecină situată pe malul drept al râului Oise, formează o mică aglomerație cu aproximativ 16.000 de locuitori.
Situat între valea râului Oise la vest și pădurea L'Isle-Adam la celelalte trei puncte cardinale, orașul a fost inițial un fief, apoi un loc de reședință al prinților de sânge și al unor dintre cele mai mari familii ale nobilimii franceze. În secolul al XIX-lea, a devenit un oraș burghez, atrăgând locuitori din Paris și numeroși artiști. Astăzi, este un prosper centru administrativ al unui canton, situat în extremitatea nordică a zonei urbane a Parisului, la porțile parcului natural regional al Vexinului francez, ale regiunii Pays de France și ale Picardiei.

## Geografie

### Localizare
Teritoriul comunei se află vizavi, de la nord la sud de-a lungul râului Oise, față de comunele Champagne-sur-Oise, Parmain, Valmondois și Butry-sur-Oise.

### Comune limitrofe
|                           | Champagne-sur-Oise | Mours                     |
| Parmain                   |                    | Presles Nerville-la-Forêt |
| Valmondois Butry-sur-Oise | Mériel             | Villiers-Adam             |

### Geologie și relief
Cu o suprafață de 14,94 km², L'Isle-Adam este a șasea comună ca întindere din departament, după comunele Arronville și Chars, în timp ce media departamentală este de 6,73 km².
Deși are o populație relativ mare, situându-se între Arnouville și Fosses (11.163 locuitori la L'Isle-Adam în 1999, față de o medie de 6.205 pe comună în departament și 3.999 în arondismentul Pontoise), densitatea de 756 locuitori pe km² este inferioară mediei departamentului Val-d'Oise (887 locuitori pe km²). Acest lucru se datorează, pe de o parte, suprafeței mari a comunei și, pe de altă parte, porțiunii semnificative a acestei suprafețe ocupate de pădure.
În cadrul cantonului său, din punct de vedere al populației, L'Isle-Adam este cea mai populată comună, reprezentând 43 % din populație. Din punct de vedere al suprafeței, comuna acoperă 27 % din totalul cantonului.

### Topografie, hidrografie și riscuri naturale

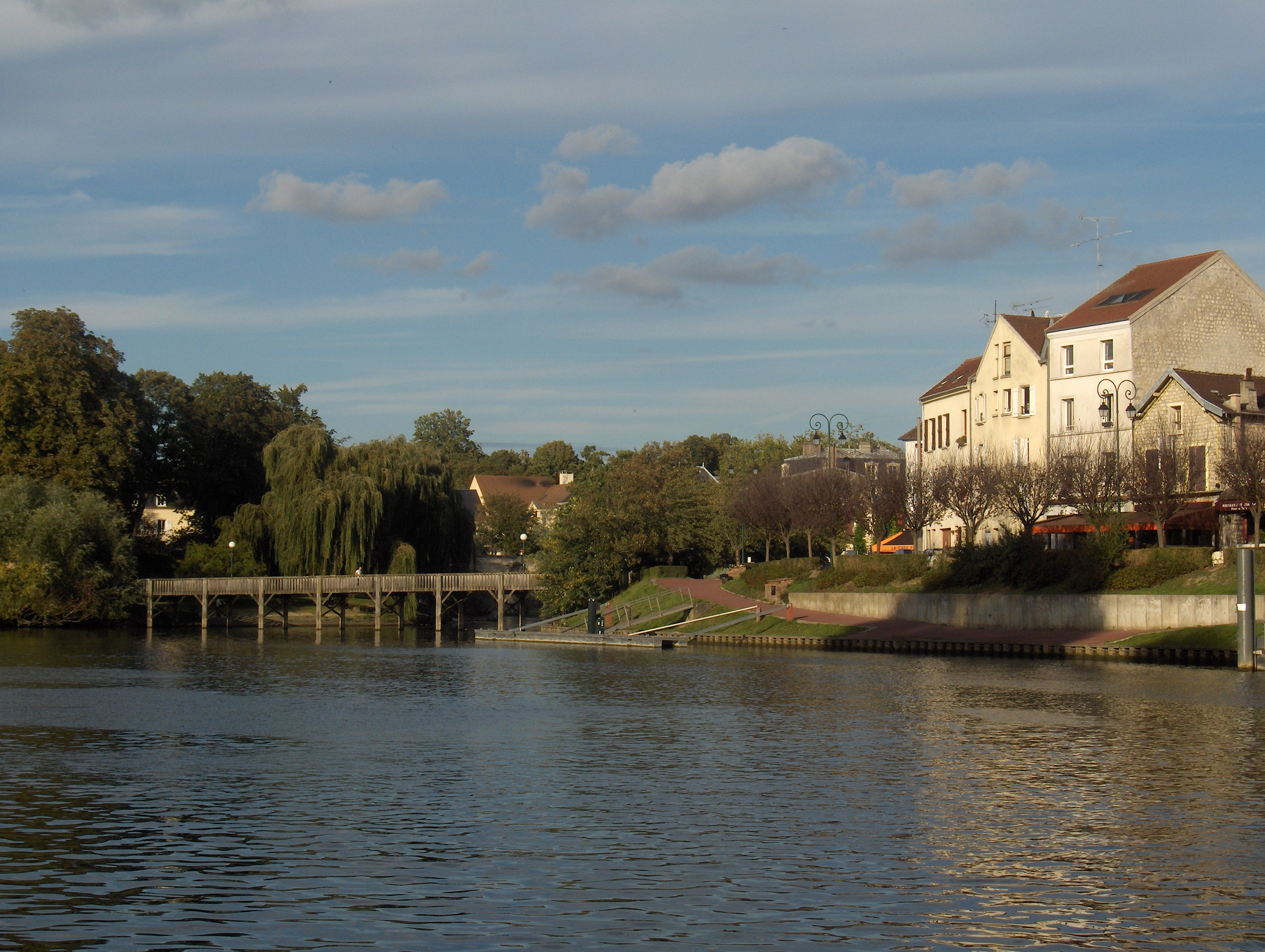
Malurile râului Oise și insula Cohue.

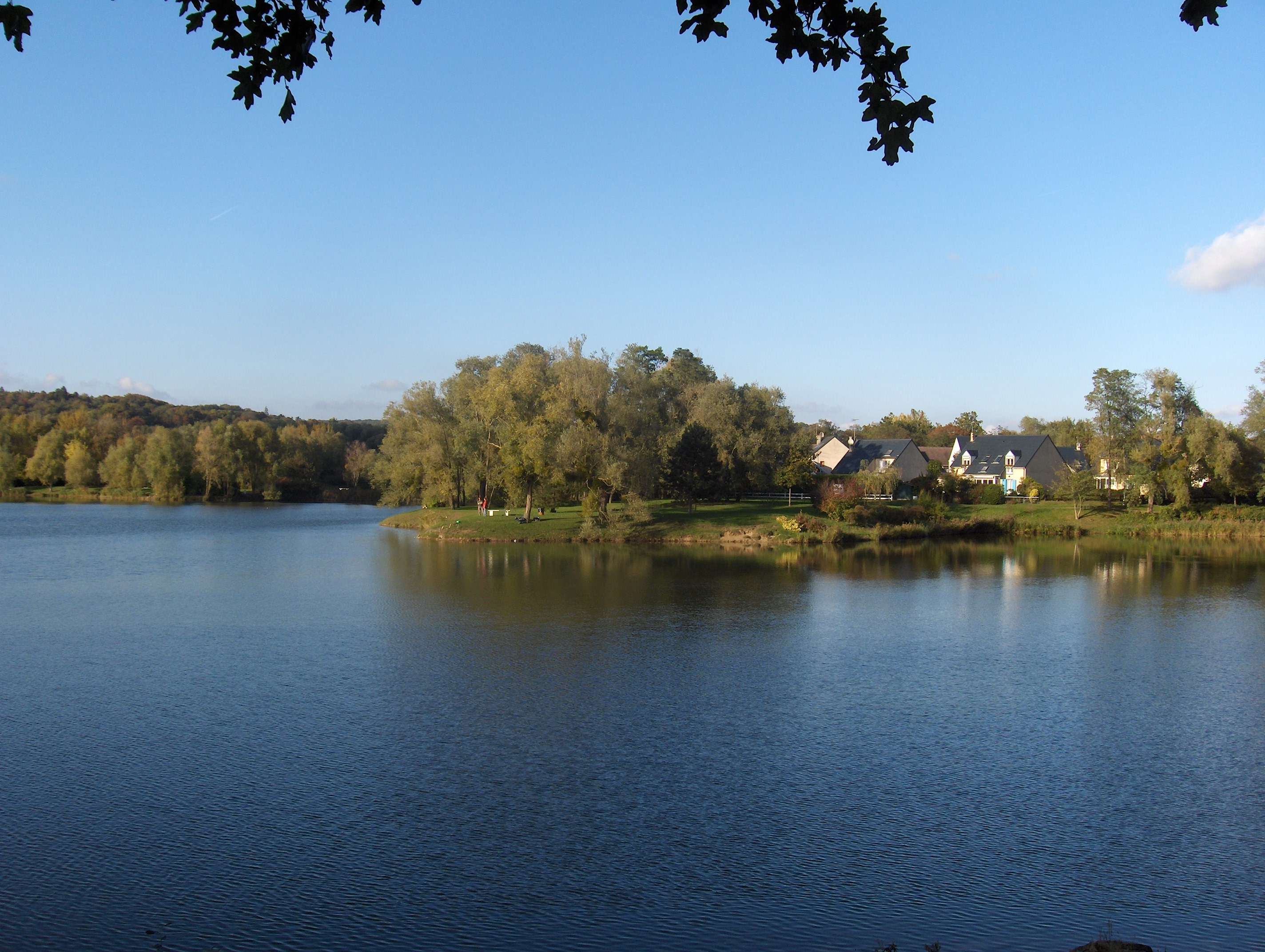
Lacul Garenne.

Diferența de nivel între cel mai jos punct al comunei, aflat pe malul râului Oise (23 m), și cel mai înalt punct din pădure (117 m) este de 94 de metri. Orașul are forma unui plan înclinat către râul Oise, având vârful situat la est, în masivul forestier.
Râul Oise mărginește comuna pe limitele sale de nord și vest. Trei insule fac parte din teritoriul comunei: insula Prieuré, insula Cohue și insula Dérivation, unde se află o ecluză și un baraj.
Trei pârâuri mici, afluenți ai râului Oise, traversează de asemenea teritoriul comunei: pârâul Bois, situat la nord de centrul comercial Le Grand Val, pârâul Vivray, la ieșirea sudică a comunei, înainte de cătunul Stors, și pârâul Vieux Moutiers, situat și mai la sud, dincolo de castelul Stors. Niciun curs de apă nu traversează pădurea domenială.
Pe teritoriul comunei se află mai multe lacuri și întinderi de apă, printre care se numără: lacul Trois Sources, situat în pădurea Cassan, lacurile Garenne, bălțile și întinderile de apă din parcul Cassan, un lac în pădure, la nord de domeniul Forgets, și un alt lac în domeniul Vivray, alimentat de pârâul cu același nume. În plus, diverse puncte mici de apă se găsesc în jurul zonei Grand Val și în apropierea terenului de golf Vanneaux.
Comuna este alimentată cu apă de stația de tratare Cassan, situată pe teritoriul comunei și gestionată de compania Lyonnaise des Eaux. Apa potabilă din L'Isle-Adam are o calitate bacteriologică foarte bună, conține puțini nitrați, este dură, dar cu un conținut redus de fluor. Apa distribuită în L'Isle-Adam provine din surse subterane.
Situația geografică a comunei L'Isle-Adam o face deosebit de vulnerabilă la riscuri naturale. În subteran se află foste zone de cariere, care reprezintă riscuri de prăbușire în mediul urban (în cătunul Stors, la marginea pădurii sau în apropierea castelului Forgets).
În schimb, comuna nu este supusă riscurilor de alunecări de teren asociate dizolvării ghipsului (un risc frecvent în departamentul Val-d'Oise). Totuși, un risc mai semnificativ este cel de inundații în câmpia aluvială, ca urmare a unei creșteri a debitului râului Oise.
Zonele construite din apropierea râului pot fi inundații subite în caz de viitură, printre acestea numărându-se: insulele locuite, sectorul plajei, precum și zonele comerciale și rezidențiale de la sud de centru, situate cel mai aproape de malurile râului.
Comuna include un singur sit înregistrat în baza de date a Ministerului Ecologiei referitoare la situri și soluri poluate (sau potențial poluate) care necesită o acțiune din partea autorităților publice, fie în scop preventiv, fie curativ (BASOL). Este vorba despre o fostă uzină de producție a gazului prin distilarea huilei, demolată în 1965 și utilizată între 1936 și 1967 doar ca stație gazometrică simplă.
Sit-ul este situat pe malul râului și este considerat „de supravegheat” conform unui studiu realizat de Gaz de France, actualul proprietar al terenului (care nu l-a exploatat niciodată). S-a observat un impact negativ asupra apelor subterane și a solurilor cauzat de existența acestui sit. Primele lucrări de remediere au fost realizate în 1998 (neutralizarea unei gropi de colectare și izolarea cenușii).
Accesul la sit este interzis, deșeurile au fost evacuate, iar ultimele măsurători, pozitive, sugerează necesitatea unei supravegheri reduse.
Comuna include, de asemenea, puțin peste 40 de situri înregistrate în baza de date BASIAS, care inventariază fostele situri industriale și activități de servicii. Acest număr este relativ moderat în comparație cu cele 77 de situri din comuna vecină Persan, care are totuși o populație mai mică.

### Rețeaua de comunicații și transporturi

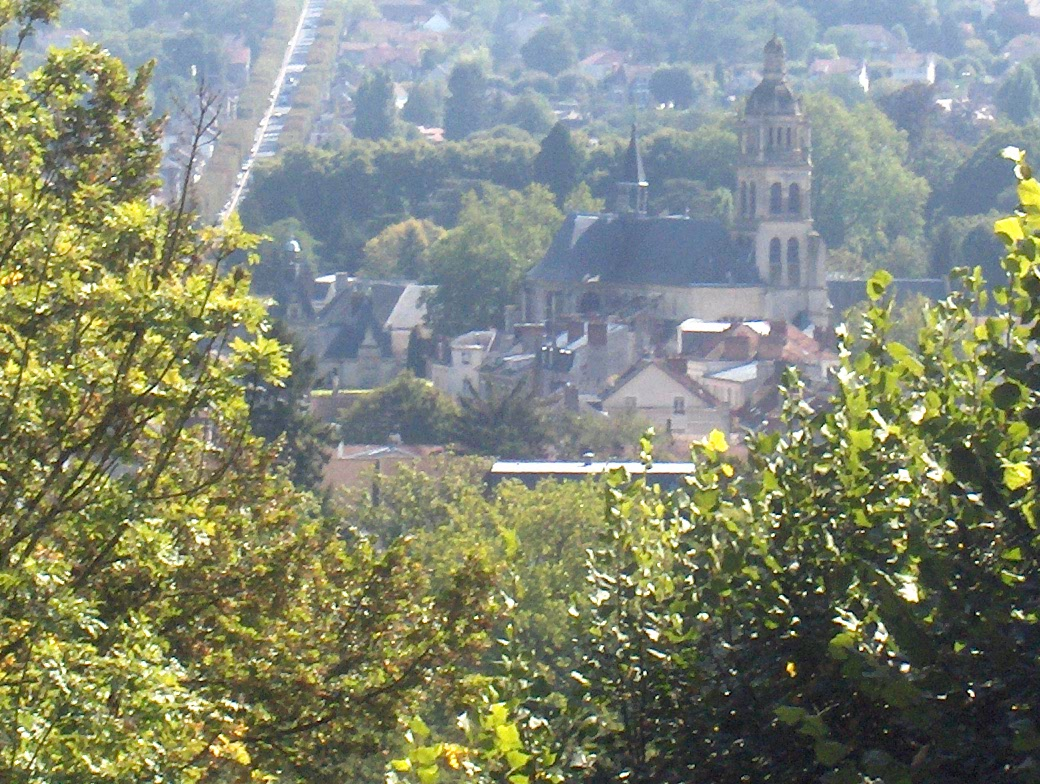
Vedere către biserica Saint-Martin și către avenue de Paris, de pe pantele din Parmain.

#### Rețea și transporturi rutiere
Principalele axe rutiere de comunicație ale orașului sunt drumurile departamentale 64 și 922. Intersecția acestor două drumuri, orientate respectiv est-vest și nord-sud, care se întâlnesc în centrul orașului, permite o conectivitate rutieră facilă între diferitele cartiere.
Orașul este structurat, în ansamblu, conform unui plan în formă de labă de gâscă, cu centrul ca punct de convergență, de unde pornesc bulevarde ce traversează teritoriul și continuă drumurile și perspectivele trasate de Le Nôtre în pădure.
Drumul departamental 64 (RD 64) leagă L'Isle-Adam de Parmain la vest, traversând râul Oise. Către est, continuă prin pădure până la drumul național RN 184, chiar înainte de intersecția cu RN 1 și autostrada A16, extinzându-se sub numele D 64E până la Presles.
La vest, drumul continuă până la Marines, în inima Vexinului francez, traversând, după Parmain, comunele Nesles-la-Vallée, Labbeville, Vallangoujard, Épiais-Rhus, Grisy-les-Plâtres și Bréançon.
Porțiunea acestui drum care traversează L'Isle-Adam este cunoscută sub numele de avenue de Paris. După centrul orașului, drumul devine în pantă și este mărginit de arbori până la intrarea în pădure.
Drumul departamental 922 (RD 922) reprezintă axa rutieră nord-sud a orașului, purtând denumirile de rue de Beaumont și rue de Pontoise, și intersectează avenue de Paris aproximativ în centrul comunei.
Către nord, RD 922 traversează pădurea Cassan până la centrul comercial Le Grand Val, unde permite din nou conexiunea cu autostrada A16 și drumul național RN 1. Ulterior, drumul, redenumit D 922, continuă prin Mours și Beaumont-sur-Oise, de-a lungul limitei nordice a departamentului Val-d’Oise, până la granița cu Seine-et-Marne la est (sub numele de D 922E începând de la Luzarches).
Către sud, de la L'Isle-Adam, drumul național 922 deservește cătunul Stors și continuă urmând cursul râului Oise până la Pontoise, trecând prin Mériel, Méry-sur-Oise și Saint-Ouen-l’Aumône.
Drumurile majore regionale și naționale, precum RN 184, RN 1 și A16, trec la estul comunei, dincolo de pădure, ceea ce le face să nu fie o sursă semnificativă de poluare sonoră. Totuși, aceste drumuri conectează direct orașul la numeroase destinații:
- Drumul național 184 (RN 184) leagă L'Isle-Adam de Saint-Germain-en-Laye (Yvelines) via Cergy-Pontoise.
- Drumul național 1 (RN 1) conectează comuna cu Paris (Porte de la Chapelle) la sud, prin nodul rutier de la Croix Verte, și cu Bray-Dunes (Nord, granița belgiană) la nord, trecând prin Beauvais, Amiens și Boulogne-sur-Mer.
- Autostrada A16, al cărei traseu începe în L'Isle-Adam, leagă comuna de Belgia prin regiunile Picardia și Nord-Pas-de-Calais.

O parte a autostrăzii A16 trece pe teritoriul comunei, separând zona de golf Vanneaux de restul teritoriului. Proiectul de conectare a autostrăzii A16 la Francilienne este urmărit îndeaproape la L'Isle-Adam, două dintre reuniunile publice privind acest proiect urmând să aibă loc în comună.

#### Rețeaua feroviară
Nicio linie de cale ferată nu traversează teritoriul comunei L'Isle-Adam. Gara L'Isle-Adam se află de fapt pe teritoriul comunei vecine Parmain. Aceasta este deservită de linia feroviară cu două căi Gare de Paris-Nord - Persan-Beaumont via Butry-sur-Oise-Valmondois.
Această axă feroviară constituie o porțiune comună, pe această secțiune, cu linia transversală Pontoise - Creil.
Această gară deservește exclusiv servicii de transport de călători din suburbii. Serviciile feroviare sunt operate de Transilien SNCF, linia H.
Timpul de parcurs către Persan-Beaumont și Paris este de aproximativ 9 minute și, respectiv, 48 minute pentru cele mai rapide trenuri directe. Totuși, puține trenuri sunt directe, cu excepția unora în orele de vârf, majoritatea călătoriilor necesitând o schimbare în gara Butry-sur-Oise-Valmondois.
De asemenea, este posibil să se ia un tren direct Paris - Persan-Beaumont (TER Picardie) și apoi să se utilizeze linia transversală Pontoise - Creil, ceea ce poate reduce ușor timpul de parcurs în funcție de corespondențe.
Pentru a ajunge la Paris, locuitorii din L'Isle-Adam care dispun de mijloace de transport motorizate preferă uneori să utilizeze trenurile directe ale TER Picardie din gara Persan - Beaumont, unde călătoria durează mai puțin de o jumătate de oră.
O altă opțiune este utilizarea trenurilor Transilien care circulă pe linia Persan-Beaumont via Montsoult-Maffliers. Această gară este, de asemenea, conectată cu orașul printr-un serviciu de autobuze.

#### Rețeaua fluvială

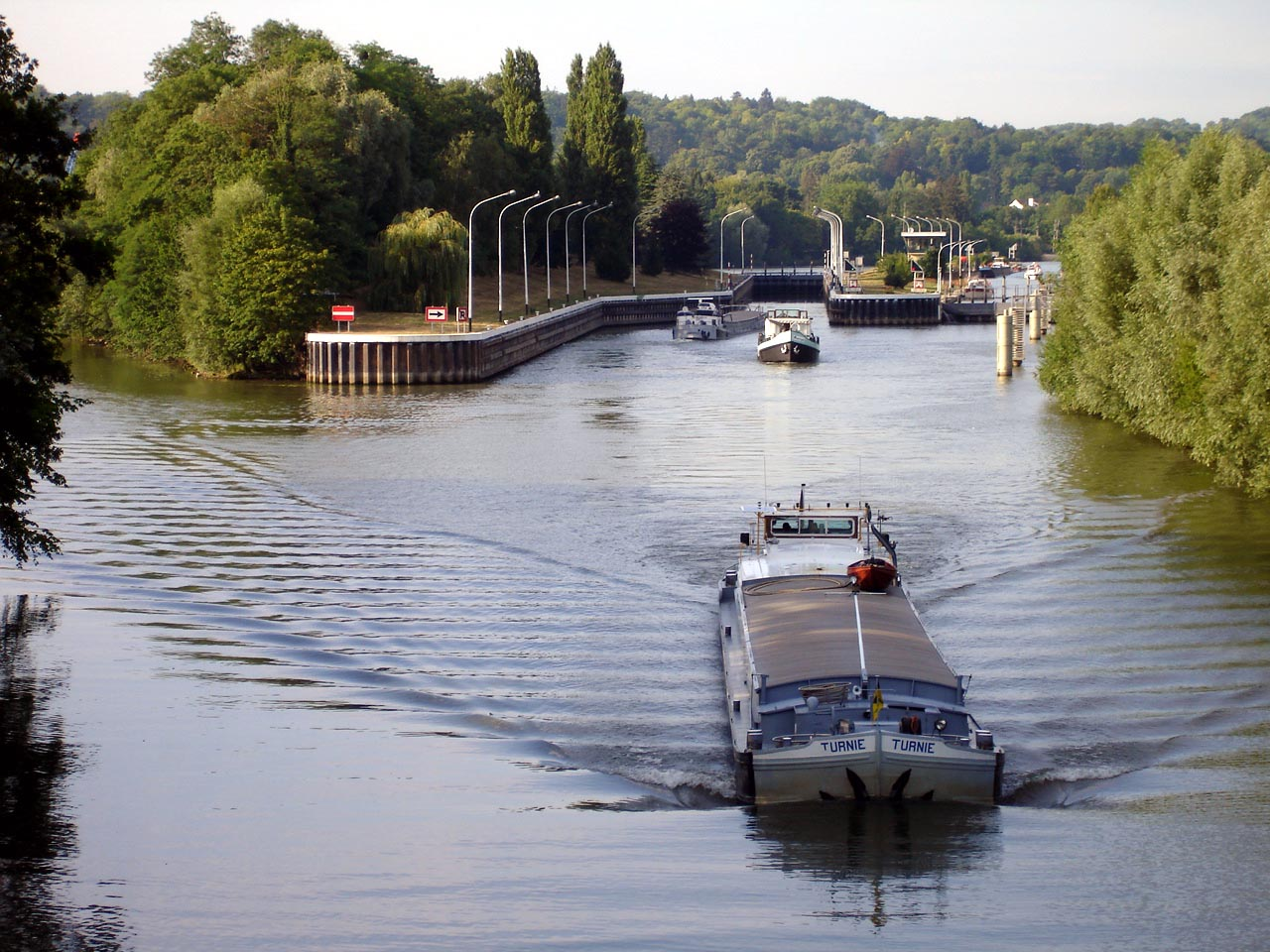
Ecluză pe râul Oise la nivelul orașului.

Râul Oise reprezintă una dintre principalele căi navigabile din Franța pentru transportul de mărfuri. La L'Isle-Adam, râul este amenajat și canalizat. La nivelul Insulei Dérivation se află o ecluză și un baraj, acesta din urmă fiind în prezent în curs de reconstrucție completă de către Voies navigables de France.
Râul este utilizat și pentru ambarcațiuni de agrement (péniches) și navigație cu vele. Orașul dispune de un cerc de yachting cu vele încă din 1962, situat în nord-estul zonei Trois Sources. Ambarcațiunile cu vele navighează pe brațul râului Oise, situat între malul din L'Isle-Adam și malul sudic al Insulei Champagne.

#### Poluarea sonoră
Deși numeroase porțiuni de drumuri de pe teritoriul comunei sau din apropiere sunt, teoretic, surse potențiale de poluare sonoră semnificativă, impactul lor real asupra zgomotului efectiv este relativ limitat:
- Autostrada A16, clasificată la nivelurile 2 sau chiar 1, are un impact minim asupra zonelor locuite.
- Grande Rue, strada comercială din centrul orașului, este singura porțiune clasificată în categoria 3 la momentul realizării studiului (2001). Lucrările ulterioare au încercat să reducă zgomotul prin încetinirea traficului pe acest segment.
- Celelalte drumuri clasificate la nivelurile 3, 2 sau 1 sunt situate la marginea comunei sau la est de masivul forestier, fiind relativ departe de zonele locuite, cu excepția cătunului Stors, care este mai expus.

Singura sursă semnificativă de zgomot este linia de cale ferată de pe malul drept al Oise, în Parmain, clasificată la nivel 2.
Cele două axe principale care traversează orașul sunt clasificate în categoria 4, ceea ce indică un impact sonor redus.
Aproape de aeroportul Roissy-Charles-de-Gaulle, L'Isle-Adam nu este situată sub un coridor aerian, ci sub zona numită de dispersie. Comuna este survolată atunci când vânturile determină utilizarea configurației de est (40 % din timp, în medie, pe parcursul anului), ceea ce generează un flux de trafic provenind din nord-est sau sud-estul Franței (o sută de aparate zilnic, dintre care 10 % noaptea). Măsurători efectuate de serviciul acustic al Aéroports de Paris în martie 2007 demonstrează că „decolările spre vest și aterizările spre est nu au o influență semnificativă asupra nivelului de zgomot ambiental măsurat în comuna L'Isle-Adam.”

#### Acces la cele mai apropiate aeroporturi
Pe șosea, L'Isle-Adam se află la 36 de kilometri vest de aeroportul Roissy-Charles-de-Gaulle, la 17 kilometri est de aeroportul Pontoise - Cormeilles-en-Vexin și la 50 de kilometri sud de aeroportul Paris Beauvais Tillé.

### Clima
În 2010, clima comunei este de tipul climatului oceanic degradat al câmpiilor din Centru și Nord, conform unui studiu al Centrului Național de Cercetare Științifică (CNRS) pe baza unui set de date care acoperă perioada 1971-2000 bazat pe o serie de date din perioada 1971-2000. În 2020, Météo-France a publicat o tipologie a climatului pentru Franța metropolitană, în care comuna este expusă unui climat oceanic și se află în regiunea climatică Sud-vest a bazinului Parisian, caracterizată printr-o ploaie redusă, în special primăvara (120-150 mm) și un iarnă rece (3,5 °C).
Pentru perioada 1971-2000, temperatura anuală medie este de 11,2 °C, cu o amplitudine termică anuală de 14,7 °C. Cumulul anual mediu de precipitații este de 677 mm, cu 10 zile de precipitații în ianuarie și 8 zile în iulie. Pentru perioada 1991-2020, temperatura medie anuală observată la stația meteorologică Météo-France cea mai apropiată, situată în comuna Pontoise la 11 km distanță, este de 11,2 °C, iar cumulul anual mediu de precipitații este de 635,8 mm.
Parametrii climatici ai comunei au fost estimați pentru mijlocul secolului (2041-2070) conform diferitelor scenarii de emisie de gaze cu efect de seră, bazate pe noile proiecții climatice de referință DRIAS-2020. Aceștia pot fi consultați pe un site dedicat publicat de Météo-France în noiembrie 2022.

## Urbanism

### Tipologie
La 1 ianuarie 2024, L'Isle-Adam este clasificată drept centru urban intermediar, conform noii grile comunale de densitate cu șapte niveluri definită de INSEE (Institutul Național de Statistică și Studii Economice) în 2022. Face parte din unitatea urbană a Parisului, o aglomerație interdepartamentală care cuprinde 407 comune, dintre care este o comună din suburbii.. De asemenea, comuna face parte din zona metropolitană a Parisului, fiind o comună din coroană.. Această zonă cuprinde 1.929 de comune.

## Toponimie
Insula în 1206, Insula-Adam în 1223, Ille (l')Adam în 1223 și Insula Adæ în 1261.

## Istorie
Teritoriul comunei a fost locuit încă din cele mai vechi timpuri. Abatele Breuil (1867-1961), paleontolog, a descoperit în secolul al XX-lea silexuri cioplite din era paleolitică în apropierea râului Oise. De asemenea, monumente din era neolitică împânzesc regiunea din jurul localității L'Isle-Adam, la Parmain, Presles, în pădurea Carnelle sau în pădurea Tour du Lay. Morminte din epoca bronzului au fost descoperite la sfârșitul secolului al XX-lea pe teritoriul comunei, unul în apropierea pârâului Vivray și altul lângă pârâul Bois.
În zona Cassan, Forgets, Nogent, Stors și Vivray au fost descoperite urme de ocupație galică. Comuna se află la intersecția unor zone de ocupație ale diferitelor triburi: Véliocasses (Vexin), Bellovaci (Oise) și Silvanectes (Senlis). Prima ocupație umană permanentă constatată pe acest teritoriu este un sat galic numit Novientum (latinizat în Evul Mediu în Novigentum), tip toponimic care a dat naștere tuturor localităților Nogent din Galia. De altfel, cel mai vechi cartier al localității L'Isle-Adam și-a păstrat numele de Nogent. Acest nucleu originar al populației era situat la adăpost de inundațiile râului Oise, iar apropierea de pădure îi asigura numeroase resurse.
O ocupație contemporană a insulelor și malurilor râului Oise nu este exclusă, însă există mai puține dovezi care să confirme această ipoteză cu certitudine. Satul Nogent făcea parte, în epoca galo-romană, din ținutul Chambly (Pagus Caméliacencis). Mai multe urme, inclusiv monede, majoritatea romane, descoperite în 1974 lângă strada Madeleine, în timpul unor lucrări de infrastructură, atestă această perioadă antică.

### Epoca medievală

#### Nogent și Sfântul Denis
Satul Nogent face parte din teritoriile presupus evanghelizate de Sfântul Dionisie în secolul al III-lea. O cartă a lui Carol al II-lea, datată din anul 862, care constituie prima mențiune scrisă a satului, amintește că regele Ludovic cel Pios a acordat în anul 832 terenuri la Nogent călugărilor abației Saint-Denis. Călugării benedictini deserveau atunci parohia, care includea, pe lângă o biserică dedicată Sfântului Martin (parte a episcopiei Beauvais), o necropolă și un conac seniorial situat în apropierea actualei străzi Haute-Salle.
Seniorii din L'Isle-Adam au rămas mult timp sub suzeranitatea abației Saint-Denis și a contelui de Beaumont. Abia în anul 1223, cavalerii din L'Isle au devenit vasali direcți ai regelui.

#### Raidurile vikinge
Atacurile războinicilor vikingi au modelat istoria orașului, fiind la originea amenajărilor militare și ulterior religioase ale celei mai mari insule de pe râul Oise, cunoscută astăzi sub numele de insula Prieuré. Pentru a opri raidurile nordicilor, regele Franței, Carol cel Pleșuv, l-a trimis pe contele Aleran să apere râul Oise. În acest context defensiv, în anul 865, a fost construit primul Castel pe insula Prieuré, nu departe de satul Nogent. Totuși, în toamna anului 885, aceste măsuri nu au putut împiedica jefuirea satului Nogent și distrugerea castelului primitiv din lemn de către căpetenia vikingă Siegfried.
Reconstruit curând după aceea din piatră, edificiul militar a evoluat de-a lungul secolelor, devenind un veritabil castel fortificat medieval. Ultimele vestigii ale acestuia, o masivă turnură, au fost demolate în anul 1700.
Pe de altă parte, atacurile vikinge au adus indirect orașului relicve prețioase care au justificat construirea unui edificiu religios pe insula unde se afla castelul. Raidurile repetate asupra abației Almenêches, situată în ceea ce nu era încă Normandia, au determinat mutarea bunurilor abației la Moussy-le-Neuf și transferul relicvelor Sfântului Godegrand și ale surorii sale, Sfânta Opportune. În anul 1014, un priorat dedicat Fecioarei Maria și Sfântului Godegrand a fost fondat pe insulă de primul senior cunoscut al L'Isle-Adam, Adam de... Moussy. O parte din relicvele acestui fief au fost încredințate noului priorat. Relicvele Sfântului Godegrand sunt încă vizibile în biserica din L'Isle-Adam, aproape un mileniu după sosirea lor.

#### Adam I de l’Isle și descendenții săi, cavalerii de l’Isle (1014-1364)

Blazonul familiei de L’Isle.

După semnarea Tratatului de la Saint-Clair-sur-Epte în anul 911, atacurile vikinge încetează, Vexinul este împărțit, așa cum este și astăzi, în două părți, iar Normandia este creată. Castelul de pe insulă este atunci încredințat seniorului Adam, cunoscut și ca Adam de Moussy, care era recent înrudit cu familia capetiană, aflată de puțin timp pe tron. Castelania primește treptat numele L'Isle-Adam, nume pe care îl va prelua și insula. Prin extensie, orașul care s-a dezvoltat între insulă și Nogent păstrează numele de L'Isle-Adam. Astfel, oamenii și locurile contribuie împreună la denumirea actuală a orașului.
Adam I este recunoscut ca fondator al prioratului de pe insulă în anul 1014.
Dinastia cavalerilor de l'Isle se continuă de-a lungul mai multor secole, menținându-se mereu aproape de puterea regală. Astfel, Adam II de l'Isle, fiul primului senior cunoscut, deține prestigioasa funcție de conetabil al Franței sub domnia lui Filip I. Soția lui Adam III de l'Isle, Aëlis, este prima femeie menționată în istoria orașului. Fiul lor, Ansel I, este fondatorul abației du Val în 1136, unde este înmormântat în 1161, alături de mulți dintre descendenții săi.
Ansel III, primul senior care a utilizat numele L'Isle-Adam, fondează leprozeria Saint-Lazare în 1228, transformată în fermă în 1668 și astăzi dispărută (se afla în zona actualului număr 54 de pe strada Saint-Lazare). Domeniul Vivray adăpostea, în acea perioadă, un cimitir. Ansel III participă la cruciada a cincea, unde este rănit la Gaza. Ansel IV, la rândul său, ia parte la expediția militară din Flandra în 1304.

#### Templierii și Ospitalierii
Bunurile Templierilor din senioria L'Isle-Adam au trecut în posesia Ospitalierilor Ordinului Sfântului Ioan de Ierusalim, după dizolvarea Ordinului Templierilor de către Filip cel Frumos.
Jean de Villiers este tatăl lui Philippe de Villiers de L'Isle-Adam (1464-1534), care nu a fost senior al L'Isle-Adam, fiind fiul mai mic. Cu toate acestea, și-a găsit un loc de prestigiu ca mare maestru al Ordinului Sfântului Ioan de Ierusalim la Rodos, de unde a coordonat transferul acestuia în Malta.
Comanderia, distrusă la începutul secolului al XX-lea, se afla în apropierea străzii Charles-Binder (primar al orașului din 1878 până la decesul său), pe o proprietate amenajată cu un parc și zone cu apă.

#### Ciumă, război și sfârșitul unei dinastii
Rămas fără urmași de sex masculin în 1324, Ansel IV de l'Isle-Adam își lasă prin testament feuda, după decesul soției sale, în comun nepotului său Gasce și fiicei sale Guillemette. În timpul celei mai grave epidemii de ciumă neagră, Gasce moare, lăsând-o pe Guillemette singura stăpână a domeniului L'Isle-Adam în 1348. Totuși, invazia engleză o determină să fugă la Pontoise, la călugărițele din Maison-Dieu. Castelul fortificat este ocupat de englezi în 1358, dar este eliberat în același an de seniorii din Vexin.
Simultan cu invazia engleză, răscoale țărănești (jacquerii) zguduie satele din nordul Parisului. Guillemette rămâne la Pontoise și vinde, înainte de a muri fără copii, senioria Valmondois lui Pierre de Villiers, viitorul senior al L'Isle-Adam. Castelania L'Isle-Adam revine nepoatei lui Ansel IV, Guillemette de Luzarches, ultima reprezentantă a familiei descendenților lui Adam I de l'Isle. În 1364, aceasta vinde domeniul aceluiași Pierre de Villiers.

Blazonul familiei Villiers de L'Isle-Adam, preluat ulterior de comună

Pierre de Villiers, mare maestru al hotelului Regelui, este primul senior al acestei familii deja influente care se bucură de pământurile adamoise. El a consacrat o capelă apostolilor Petru și Pavel în castel și l-a primit acolo în 1386 pe regele Franței, Carol al VI-lea. Fiul său, Pierre al II-lea de Villiers, își vede confirmate drepturile asupra castelaniei în 1390, după un proces împotriva fratelui său vitreg, arhidiaconul din Sologne. Soția sa, Jeanne de Châtillon, l-a primit la castel în 1402, după moartea soțului său și în timpul minoratului lui Jehan de Villiers, pe Filip cel Îndrăzneț, duce de Burgundia.
Fiul său, Jehan (sau Jean) de Villiers, mareșal al Franței, se căsătorește cu Jeanne de Vallangoujard, o alianță care îi sporește domeniile prin adăugarea senioriilor Vallangoujard, Fontenelle (comuna actuală Nesles-la-Vallée) și Amblainville. În timp ce Jehan de Villiers ocupă funcția de seneșal al Boulonnais-ului, fiind astfel absent de pe domeniile sale, L'Isle-Adam devine ultimul refugiu al tâlharului cunoscut sub numele de Sauvage de Frémainville. Acesta este capturat acolo înainte de a fi spânzurat la Bagnolet. În acea perioadă, orașul L'Isle-Adam avea o spânzurătoare amplasată la intersecția actualelor Vieux Chemin de Paris și Rue de la Madeleine.
Jacques de Villiers, prevotul Parisului, care îl condamnă la moarte pe François Villon (senior între 1437 și 1471), este urmat de Antoine de Villiers (1471-1504) după Jean. Antoine de Villiers, căsătorit în primele sale căsătorii cu Marguerite de Montmorency, introduce noi taxe pentru a finanța lucrările de restaurare a castelului, după o anchetă realizată de judecărorul din Senlis care a constatat daunele provocate de inundațiile râului Oise. Fratele său, Louis de Villiers, conte-episcop de Beauvais în 1487, începe construcția unei a doua biserici dedicate Sfântului Martin, între castel și Nogent (biserica actuală a orașului). Aceasta este consacrată în 1499. Rănile Războiului de 100 de Ani încep să se vindece.
Ajungând la majorat, Charles de Villiers (senior între 1510 și 1527) profită de concordatul semnat între Francisc I și papa Leon al X-lea pentru a fi numit abate comanditar al abației din Val și episcop de Limoges. Un vitraliu îl reprezintă în biserica din Montmorency. În 1519, îl primește în castelul său din L'Isle-Adam pe François I. Charles de Villiers își vinde domeniile vărului său, Anne de Montmorency, în 1527, păstrând însă uzufructul acestora pentru tot restul vieții. Moare în 1535, fără a reuși să fie numit cardinal, așa cum își dorea. După moartea sa, L'Isle-Adam devine pe deplin o posesiune a familiei Montmorency.

#### Dezvoltarea transporturilor și a comerțului
În Evul Mediu, orașul s-a dezvoltat între insule și Nogent, de-a lungul axei care corespunde actualei Grande Rue. Prima mențiune a pieței din L'Isle-Adam, care este încă activă și importantă, datează din secolul al XVI-lea, deși este probabil ca aceasta să fi existat deja de câteva secole, datorită poziției strategice a orașului pe râu. Traversarea râului Oise, un important ax comercial, genera drepturi numite „de travers” – taxe de trecere – care erau colectate de seniori încă din secolul al XIII-lea.
Podurile au fost păzite până la sfârșitul secolului al XIX-lea de către maeștrii podurilor, care își transmiteau funcția din tată în fiu. Aceste personaje importante conduceau confreria Compagnons de l'Arche, însărcinată cu asigurarea tractării ambarcațiunilor pe această zonă turbulentă a râului. Podurile din L'Isle-Adam, asemenea celor din Pontoise și Conflans-Sainte-Honorine, erau întreținute de Hôtel de Ville de Paris până în secolul al XVIII-lea. În afară de poduri, un bac situat la nivelul localității Stors asigura transportul pasagerilor și al mărfurilor de pe o parte pe cealaltă a râului; acesta a fost în funcțiune până în 1847. Pe locul actualei plaje se afla place du Feu-de-Saint-Jean, iar place du Pâtis, al cărei nume s-a păstrat până astăzi, era probabil folosită în perioada medievală ca loc de pășunat.

#### Moștenirea edificiilor religioase din Evul Mediu

Blazonul casei Montmorency.

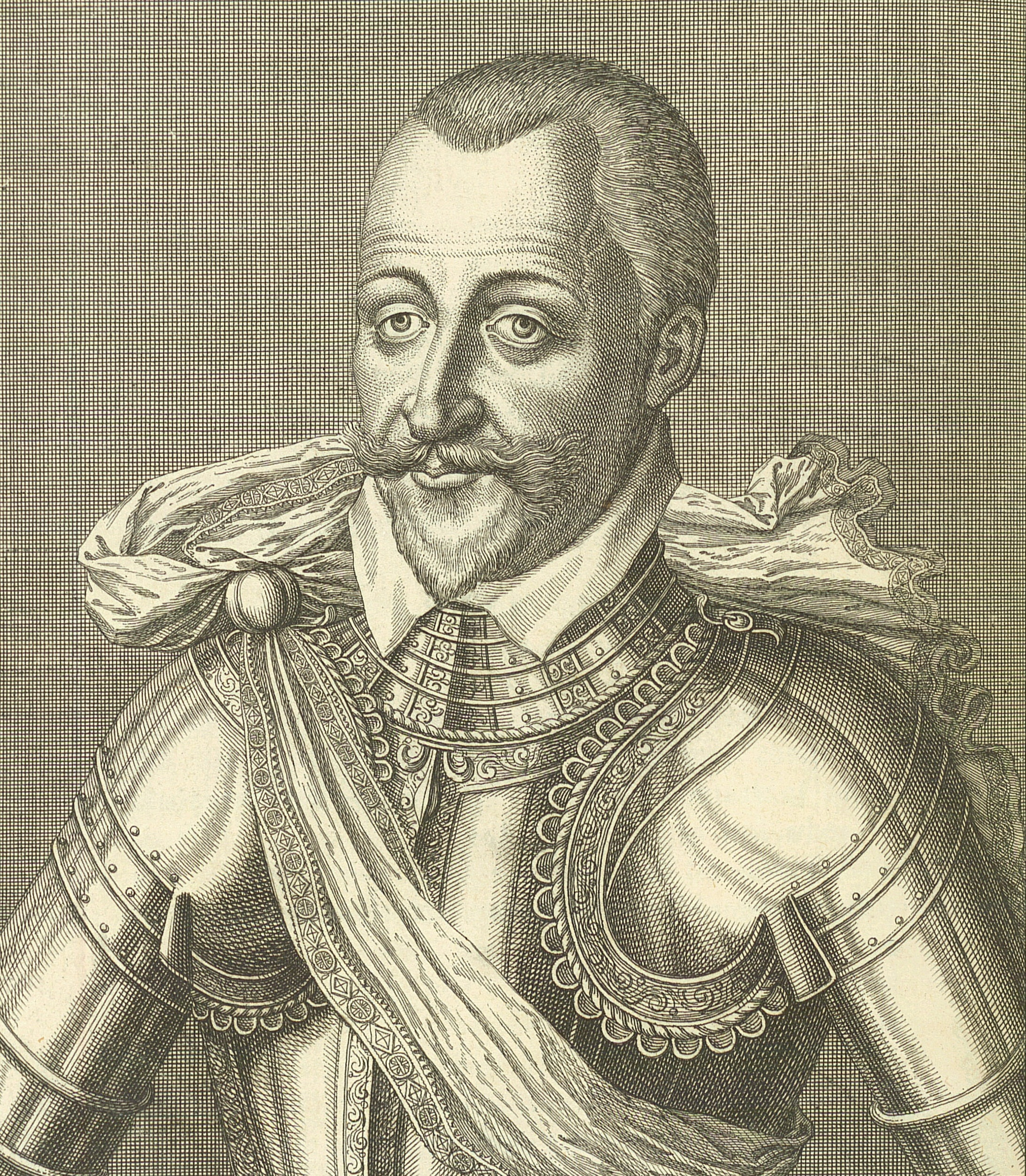
Henri I de Montmorency, senior al L'Isle-Adam între 1579 și 1613.

Blazonul principilor de Bourbon-Condé.

Blazonul principilor de Conti.

În 1560, cultul a fost suprimat în vechea biserică din Nogent, iar în 1567, noua biserică Saint-Martin, situată mai aproape de râul Oise, a fost consacrată pentru a doua oară de Anne de Montmorency. Un cimitir o înconjura până în 1842. Ruinele vechii biserici din Nogent au fost demolate în 1860. Locul acesteia, situat la colțul dintre Rue de la Madeleine și Sente de l'Ancienne Église de Nogent, este și astăzi semnalizat. Un incendiu a distrus noua biserică Saint-Martin în 1661, dar aceasta a fost reconstruită identic.
Prioratul construit pe insulă în 1014 a servit drept biserică până în anul 1300, când cultul a fost transferat la biserica din Nogent. Clădirea prioratului a dispărut în 1711. Relicvele Sfântului Godegrand sunt încă păstrate în biserica din L'Isle-Adam, deși au fost aproape de a dispărea în timpul Revoluției.
Sfânta Maria Magdalena este sărbătorită ca patroană spirituală a orașului. O stradă din localitate îi poartă încă numele, iar capela din Stors, construită în secolul al XII-lea și reconstruită în 1633, îi este dedicată.
În cele din urmă, prioratul Bonshommes, situat în pădurea din L'Isle-Adam, a fost încredințat ordinului Grands Montains în 1169 de către Bouchard V de Montmorency, în perioada în care Adam IV de l'Isle era seniorul din L'Isle-Adam. Clădirea a dispărut în 1791, însă Avenue des Bonshommes păstrează vie amintirea sa.

### Renașterea și epoca modernă
În septembrie 1527, fiul lui Antoine Villiers de L'Isle-Adam, Charles, care a răscumpărat drepturile fraților și surorilor sale pentru a evita fragmentarea domeniului, îl cedează, cu rezervarea uzufructului, mareșalului Anne de Montmorency. Populația orașului în acea perioadă este estimată la aproximativ cinci sute de locuitori. Mareșalul reconstruiește castelul și moara banală, situată pe podul care leagă insula prioratului de malul drept al râului, în 1540. Castelul îl găzduiește pe Francisc I în 1531, 1539 și 1540.
Claude de Villiers, fratele mai mic al lui Charles de Villiers, încearcă, fără succes, să conteste drepturile lui Anne de Montmorency asupra castelanatului în 1535. Regele Henric al II-lea îl vizitează pe mareșal pe domeniul său din L'Isle-Adam înainte de încoronarea sa în 1547, apoi de două ori în același an. În 1552, Anne de Montmorency își extinde domeniul prin achiziția senioriei Jouy-le-Comte, iar în 1567, prin feuda Châteaupré. Aceasta din urmă ia numele de Cassan după căsătoria proprietarei sale, Anne d'Auvergne, cu Philippe de Cassant, un gentilom piemontez venit în Franța cu curtea reginei Caterina de Medici.

#### Războaiele Religioase la L'Isle-Adam
În urma bătăliei de la Jarnac, François de Montmorency, fiul marelui mareșal și senior al L'Isle-Adam între 1567 și 1579, îl închide pe François de Béthune, tatăl lui Sully, în castelul din L'Isle-Adam, în 1569.
În 1583, procesiuni albe, pornind din Pontoise spre Senlis, au traversat orașul ca răspuns la fenomenele naturale care au speriat populațiile din regiune (cutremur la Beaumont și apariția unei aurore boreale).
Sub domnia lui Henric al IV-lea, Henri I de Montmorency, senior al L'Isle-Adam între 1579 și 1613, se afla în Languedoc pentru a lupta, în timp ce L'Isle-Adam era afectat de războaiele dintre ligueurs și susținătorii noului rege, de partea căruia Henri I se raliase. Ligueurs au ocupat orașul în 1589, la fel ca Pontoise și Vexin. Henric al IV-lea, pe atunci rege al Navarrei, a venit să recucerească Pontoise și L'Isle-Adam, unde s-a aflat pe 20 iulie 1589.
Devenit rege al Franței, a ocupat din nou orașul în ianuarie 1590, după bătălia de la Ivry. O ultimă dată, L'Isle-Adam a fost ocupat și jefuit de ligueurs din Pontoise în 1591, ocazie cu care castelul a fost avariat. Marchizul d’O și o mică armată au eliberat definitiv orașul. O armistițiu încheiat ulterior a consfințit neutralitatea orașului și a castelului, iar o sumă a fost alocată pentru repararea acestuia. În 1609, Henric al IV-lea a revenit pentru ultima dată în oraș.

#### De la ducii de Montmorency la prințul de Bourbon-Condé
Henri I și Henri II de Montmorency preferau să locuiască în Languedoc, pe care îl guvernau, mai degrabă decât pe domeniul lor din L'Isle-Adam. Orașul a fost afectat de mici epidemii de ciumă, care au făcut puține victime, în 1619 și 1623. În revolta sa împotriva lui Richelieu și a autorității regale, Henri II de Montmorency a fost executat la Toulouse în 1632. Bunurile sale au fost confiscate de Ludovic al XIII-lea, care a restituit ulterior cea mai mare parte a acestora surorilor defunctului. Una dintre ele, Charlotte-Marguerite de Montmorency, soția lui Henri II de Bourbon-Condé, a primit domeniul din L'Isle-Adam, care a trecut astfel la casa de Condé, o ramură cadetă a casei de Bourbon.
La moartea lui Henric al II-lea de Bourbon-Condé, în 1651, averea sa a fost împărțită între cei trei copii ai săi: Ludovic al II-lea de Bourbon-Condé, Armand de Bourbon-Conti și Anne Geneviève de Bourbon-Condé, ducesă de Longueville. Domeniul din L'Isle-Adam a fost atribuit lui Armand de Bourbon-Conti, fiul cel mic și primul prinț de Conti. Acest domeniu a rămas în posesia ramurii Conti a casei de Bourbon până la Revoluția Franceză.

#### L'Isle-Adam sub conducerea prinților de Conti
Niciodată L'Isle-Adam nu a fost atât de aproape de puterea regală ca în această perioadă. Bogățiile seniorilor săi au permis, în secolele al XVII-lea și al XVIII-lea, extinderea și construirea unui domeniu dedicat vânătorii și agrementului, care rivaliza, prin fast și eleganță, cu cel din Chantilly. Cardinalul Richelieu a venit în 1630 la castel pentru a-l boteza pe Armand de Bourbon-Conti, iar cardinalul Mazarin a participat, în 1653, la căsătoria fastuoasă a acestuia cu propria nepoată. În timpul în care Armand de Bourbon-Conti era seniorul din L'Isle-Adam, între 1650 și 1672, două incendii au devastat orașul: biserica Saint-Martin în 1661 și castelul în 1669. Prințesa de Conti, Anne-Marie Martinozzi, a locuit la Parmain în perioada reparațiilor și a înfrumusețării edificiului. Capela și arhivele au fost salvate din flăcări.
Deși rezida adesea în Languedoc, prințul Armand a adus la L'Isle-Adam misionari josefiți pentru a deservi capela castelului, spitalul pentru leproși și pentru a ocupa ceea ce este astăzi Muzeul Louis-Senlecq. Acești religioși erau însărcinați, printre altele, cu educația nobilimii locale.
Marele Conti i-a succedat fratelui său între 1685 și 1709. La moartea lui Armand, Jean de La Fontaine i-a adresat noului senior, chiar la L'Isle-Adam, o epistolă de consolare. Mare binefăcător al domeniului, prințul a achiziționat în 1701 senioria Chambly, iar în 1705 comitatul Beaumont-sur-Oise. În anul următor, și-a extins din nou posesiunile cu senioria Boulonville din Jouy-le-Comte, cu feuda Vaux din Champagne-sur-Oise și cu cea de la Mondétour din Le Mesnil-Saint-Denis.
El a ordonat demolarea ruinelor castelului fortificat care supraviețuiseră lucrărilor Montmorency și incendiului din 1669, înlocuind vechiul turn feudal cu un pavilion destinat concierge-ului. De asemenea, a cumpărat în nume propriu întreaga insulă a prioratului, dar a murit înainte de a-și finaliza proiectele de amenajare.
Lui i-a succedat Louis Armand al II-lea, senior între 1709 și 1727. Acesta a avut un impact redus asupra orașului, dar a reținut-o în captivitate pe soția și verișoara sa primară, Louise-Élisabeth de Bourbon-Condé, la castelul din L'Isle-Adam, cu puțin timp înainte de moartea sa.

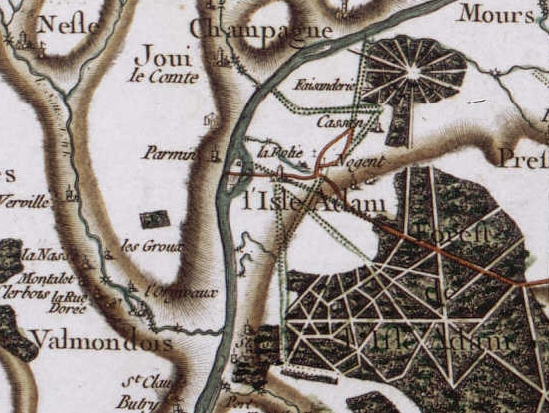
L'Isle-Adam în jurul anului 1780 (harta Cassini)

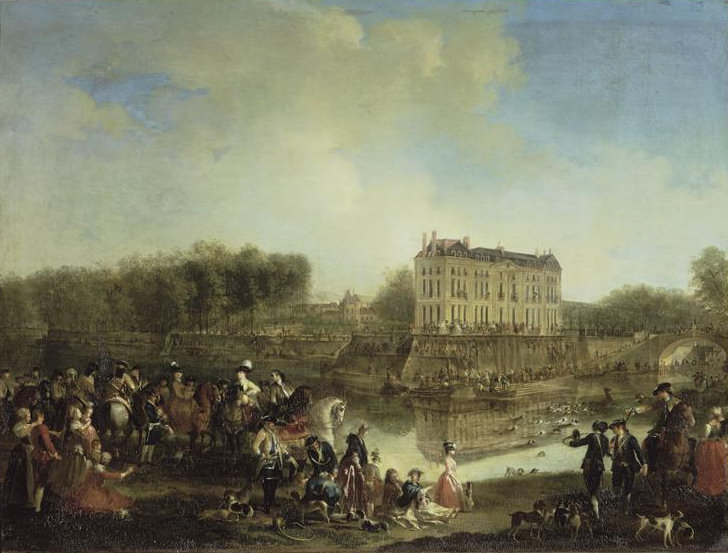
Castelul Conti este reprezentat de pictorul Michel Barthélemy Ollivier (1712-1784).

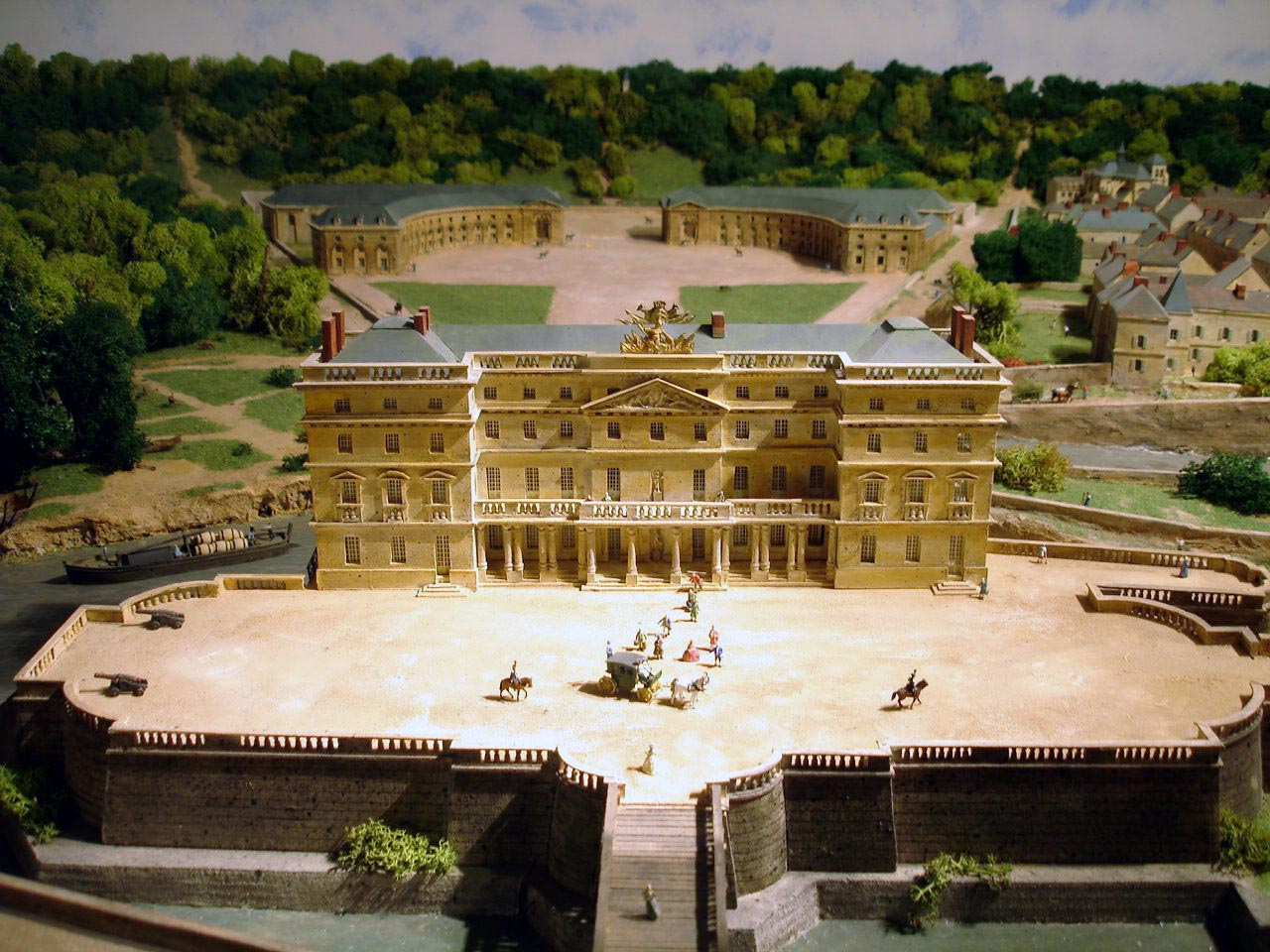
O machetă a castelului Conti și a grajdurilor din jurul anului 1780 poate fi admirată la muzeul Louis-Senlecq.

Fiul său, Louis-François de Bourbon-Conti, supranumit „Père-Prince”, a fost senior al L'Isle-Adam între 1727 și 1776. Marcat de moartea soției sale, Louise-Diane d'Orléans, în 1736, și-a petrecut doi ani de retragere în castelul său din L'Isle-Adam, dedicându-se vânătorii, departe de Curte. Mai târziu, victoriile sale militare i-au adus din partea regelui Ludovic al XV-lea șase piese de artilerie, care au fost instalate în curtea castelului până la Revoluție.
În 1746, Louis-François a extins domeniul L'Isle-Adam prin achiziția senioriilor Stors, Villiers-Adam și Mortefontaine din Parmain. Două ani mai târziu, a cumpărat terenul și senioria Nointel. În 1749, a părăsit L'Isle-Adam pentru Enclos du Temple din Paris, fără a renunța la domeniul său, pe care l-a vizitat frecvent.
A transformat castelul și pădurile sale în locuri dedicate vânătorii și petrecerilor, considerate printre cele mai elegante din regat. Castelul a găzduit personalități precum Jean de La Fontaine, iar în 1766, tânărul Mozart a susținut un recital acolo. Galeria mare a castelului era decorată cu lucrări de Paolo Veronese, Tiziano Vecellio, Louis Le Nain și Antoine Watteau.
În biserica Saint-Martin, o capelă funerară păstrează vie memoria acestui prinț mecenat.

#### Sfârșitul Seniorilor
Ultimul senior din L'Isle-Adam și ultimul Prinț de Conti, Louis-François-Joseph de Bourbon-Conti, a reușit să ramburseze imensele datorii ale tatălui său, dar a contractat altele noi. El a continuat să extindă și să înfrumusețeze domeniul, restaurând castelul și construind grajduri uriașe pentru 250 de cai pe locul actualului parc Manchez, și achiziționând senioria Champagne-sur-Oise. Aceste cheltuieli au fost acompaniate de mai multe vânzări. Astfel, prințul s-a despărțit de o parte din colecțiile de tablouri ale tatălui său, de hotelul său din Versailles, de moara La Naze din Valmondois (actuala Maison de la Meunerie), de castelul din Auvers-sur-Oise și de terenuri din Paris.
În ciuda acestor vânzări, nu a reușit să-și susțină financiar proprietățile și a vândut restul patrimoniului său contelui de Provence, Louis-Stanislas-Xavier, fratele Regelui, care acționa ca intermediar pentru Ludovic XVI însuși. Tranzacția a fost încheiată în următorii termeni: Ludovic XVI urma să dețină nuda proprietate a senioriilor L'Isle-Adam, Nogent, Valmondois, Parmain, Jouy-le-Comte, Champagne, Presles, Fontenelle, Boulonville, Stors, Chaumont-en-Vexin, Trie, Mouy, Méru, Mantes, Meulan, Pontoise, Auvers, Beaumont, Chambly și altele. Totuși, regele a declarat că nu intenționa să integreze aceste bunuri în patrimoniul Coroanei, ci să le păstreze separat pentru a dispune de ele după bunul plac.
Contelui de Provence, în calitate de intermediar, i s-a acordat doar uzufructul pe durata vieții, iar prințul de Conti și-a rezervat folosința până la moarte asupra castelelor și parcurilor din L'Isle-Adam, Stors și Trie, precum și dreptul de vânătoare și pescuit în pădurile și râurile din L'Isle-Adam și alte domenii din Vexin. Regele trebuia să-i plătească prințului un capital considerabil și dobânzi.
Revoluția și Imperiul au intervenit înainte de moartea Prințului, în 1814, iar familia regală nu a fost în măsură să beneficieze de domeniile din L'Isle-Adam. Nici viitorul Louis XVIII, nici, cu atât mai puțin, Louis XVI, nu au putut dispune de ele.
Pe lângă familia Conti, familia Bergeret, devenită Bergeret de Grancourt, s-a numărat, în secolul al XVIII-lea, printre nobilii binefăcători ai orașului. Această familie de roturieri înnobilați a dezvoltat domeniul Cassan și a îmbogățit orașul cu diverse construcții, atrăgând în jurul lor artiști precum Jean-Honoré Fragonard și mulți alți creatori.
Astăzi, mărturii ale puterii lor rămân parcul de Cassan (fără castelul acestuia, distrus în 1960), pavilionul chinezesc și clădirea micului Hôtel Bergeret, care găzduiește acum centrul de artă Jacques Henri Lartigue. Familia Bergeret a cedat toate proprietățile lor din comună în anul 1803.
Din punct de vedere administrativ, L'Isle-Adam constituia, la începutul Revoluției, o jurisdicție primară, fiind subordonată celei secundare din Pontoise și celei principale din Senlis.
Foametea din 1788 a provocat revolte la L'Isle-Adam, iar, încă din 1789, prințul de Conti a emigrat. Revenit în 1790, el a fost numit comandant al Gărzii Naționale la L'Isle-Adam, la cererea locuitorilor. Cu toate acestea, începând din acel an, prințul s-a distanțat treptat de domeniul său și și-a petrecut ultimii ani în Franța pe proprietatea sa de la La Lande, în Villiers-sur-Marne. Bunurile sale, vândute anterior Regelui și fratelui acestuia, au fost sechestrate. Între 1793 și 1795, a fost închis la Marsilia. Venirea la putere a Consulatului și legea deportării au dus la expulzarea sa în Spania. A murit la Barcelona în 1814, în timp ce splendidele construcții ale familiei sale din L'Isle-Adam erau demontate piatră cu piatră.
Exact la opt sute de ani după construirea modestului priorat pe o insulă a râului Oise de către Adam I de L'Isle, moartea ultimului prinț de Conti a marcat sfârșitul strălucitei istorii aristocratice a orașului L'Isle-Adam.

### Revoluția
Caietul de doleanțe al comunei, redactat în 1789, cuprinde zece articole. Acesta solicită în principal o reformă a sistemelor de impozitare și egalitate între ordinele sociale. O miliție burgheză este formată, fiind înarmată cu puștile prinților găsite în grajduri. În anul următor, aceasta devine un corp al Gărzii Naționale format din patru companii, dintre care trei sunt staționate la L'Isle-Adam.
În februarie 1790, este ales primul primar al localității L'Isle-Adam, Jean-Augustin Deschamps, notar de profesie. Comuna este ridicată la rang de reședință de canton în luna martie. Entitatea administrativă includea atunci unsprezece comune: Villiers-Adam, Méry, Mériel, Jouy-le-Comte (astăzi Parmain), Nesles, Fontenelle (astăzi parte din Nesles-la-Vallée), Labbeville, Frouville, Hérouville, Auvers și Valmondois. În perioada revoluționară, cătunul Stors a fost absorbit de comună.
Constituția civilă a clerului a divizat autoritățile religioase ale comunei în 1791. În timp ce preotul bisericii Saint-Martin, Jean-Baptiste Martin, a depus jurământul, comunitatea iosefită, instalată de prinții de Conti, a refuzat să o facă, devenind astfel refractară. Cu toate acestea, comunitatea a continuat să fie sprijinită de autoritățile comunale, care erau atașate de prezența și serviciile lor.
În noiembrie, Jean Antoine Leroux, agricultor, a fost ales primar. Garda Națională a suferit din nou o reorganizare, fiind creat batalionul din L'Isle-Adam, responsabil pentru comunele Jouy-le-Comte, Villiers-Adam și Mériel. Acesta era format din șapte companii de pușcași și una de grenadieri.
După ce a părăsit L'Isle-Adam pentru Villiers-sur-Marne în 1792, majoritatea stemelor prințului de Conti au fost șterse de pe clădirile publice. În luna decembrie, a fost ales al treilea primar, Guillaume Bougault, de profesie zidar. Orașul a devenit atunci un loc de depozitare militară, atrăgând numeroși soldați, adesea turbulenți.

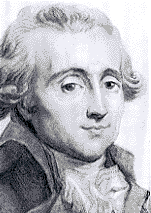
Georges Couthon, apărător al conservării castelului Conti.

În 1793, un conflict public a izbucnit între primul învățător al comunei, Deaubonne, care contesta prerogativele preotului, susținut însă de autoritățile municipale și de locuitori. În primă instanță, învățătorul a pierdut această confruntare. Cu toate acestea, pe măsură ce revoluția s-a radicalizat, procesul de vânzare a bunurilor naționale a început în comună, începând cu cele ale clerului. Învățământul oferit de către religioși a fost interzis, iar un steag tricolor a fost arborat în fața bisericii. La ordinul districtului, pe clădirea Casei Comune, locul de dezbatere și deliberare municipală, a fost pictat sloganul: „Unitatea, Indivizibilitatea Republicii, Libertatea, Fraternitatea sau moartea”. Statuile portalului bisericii au fost dărâmate cu dalta, iar semnele religioase au fost supuse unei adevărate vânători.
La cererea Societății Populare Municipale, biserica a fost transformată în Templul Rațiunii, iar relicvariile și obiectele prețioase au fost topite. Cu toate acestea, relicvele Sfântului Godegrand au fost salvate de către enoriași. Preotul Martin, acuzat de susținerea regalismului, a fost închis la Pontoise. Renunțarea oficială la cult a fost votată în 1794, moment în care ultimii membri ai clerului au părăsit orașul, iar învățământul public a fost în totalitate încredințat învățătorului. Un nou primar, Joseph Turpin, de profesie turnător, a fost ales.
Castelul Conti era pe punctul de a fi salvat de la vânzare în 1794 de către Georges Couthon, prieten al lui Robespierre, care dorea ca acesta să fie întreținut pentru a găzdui „instituții utile agriculturii și artelor”. Execuția sa a pus capăt proiectului. În vara anului 1794 au apărut probleme de aprovizionare, iar diverse măsuri au fost luate fără succes pentru a le remedia.
Sub Directorat, locuitorii din L'Isle-Adam și autoritățile lor municipale reușesc să obțină eliberarea și întoarcerea abatelui Martin la L'Isle-Adam în 1795. Cultul religios este reluat, iar relicvele sunt scoase din ascunzătoare. Castelul este vândut și transformat într-o fabrică de panglici, care dă însă faliment rapid. Noul proprietar decide să-l transforme într-o carieră de piatră, la fel ca și Marile Grajduri, ceea ce duce la demolarea celor două edificii, piatră cu piatră. Alte clădiri sunt vândute și au aceeași soartă. Casa comunală, actuala primărie, este instalată la numărul 21 pe strada Saint-Lazare, unde rămâne timp de șaptezeci și cinci de ani.

### Nașterea unui oraș burghez: L'Isle-Adam în secolul al XIX-lea

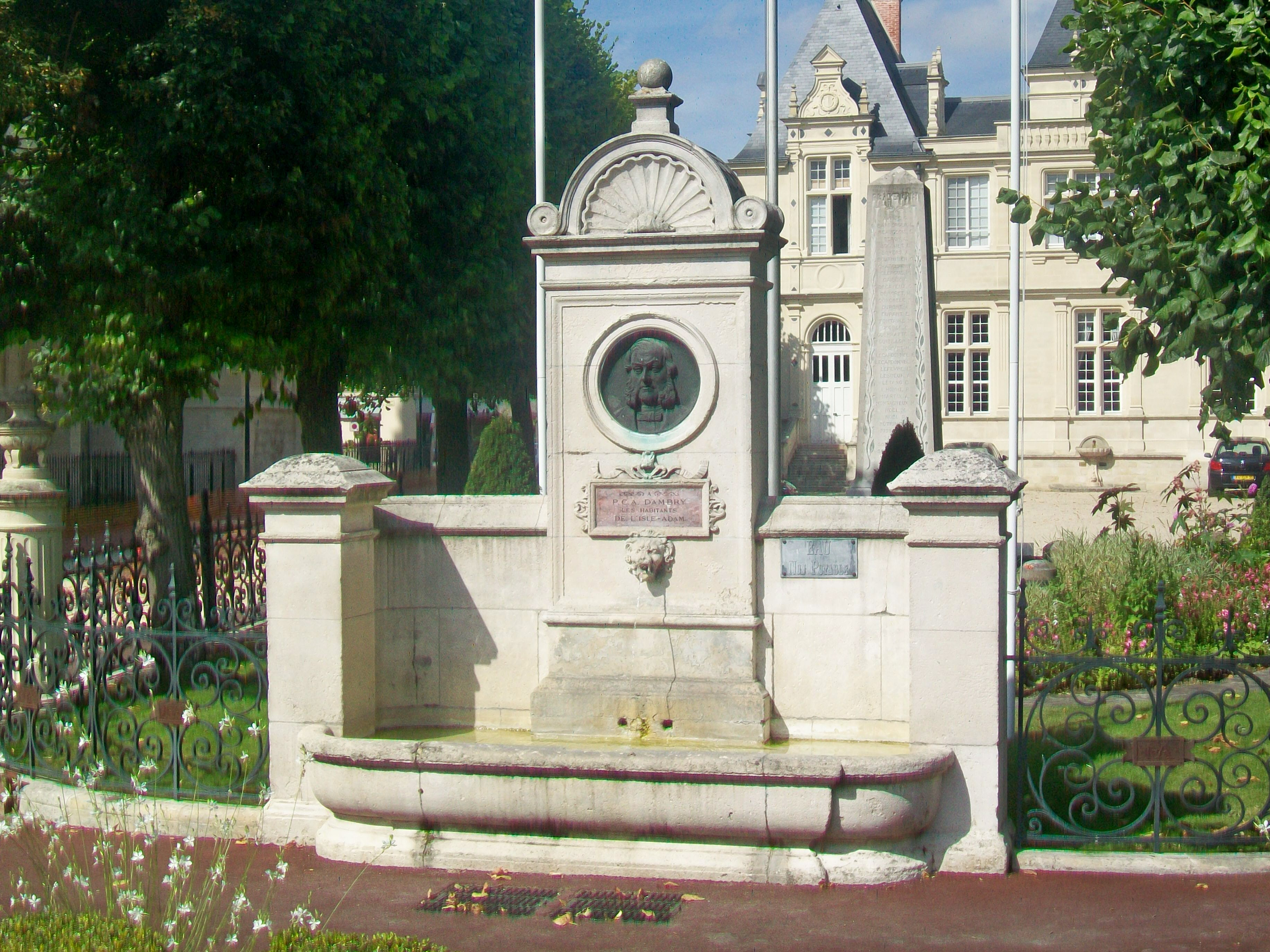
Fântână în onoarea lui Charles Dambry.

Orașul se redresează încet după distrugerile din perioada Revoluționară. Sub Restaurație, Louis-Philippe de Villers-la-Faye este numit primar al comunei. Prieten al lui Carol al X-lea, acesta îl invită de mai multe ori pe tânărul Balzac la L'Isle-Adam, care, impresionat de aceste locuri, se va inspira mai târziu din ele în unele dintre operele sale.
Ulterior, două personalități importante contribuie semnificativ la reabilitarea patrimoniului din L'Isle-Adam și, fără să știe, pregătesc potențialul său de atractivitate viitoare. Pe de o parte, Charles Dambry, primar între 1834 și 1869, construiește actuala primărie. El finanțează numeroase lucrări de infrastructură și de înfrumusețare, devenind o figură emblematică a L'Isle-Adam modern. O fântână din 1878 îi aduce un omagiu în apropierea primăriei.
Pe de altă parte, părintele Jean-Baptiste Grimot, preot al parohiei între 1848 și 1885, contribuie la înfrumusețarea și restaurarea bisericii (vitralii noi, achiziționarea de mobilier vechi). Un bust al lui Jean-Louis Bozzi, sculptor originar din L'Isle-Adam, aduce un omagiu fondatorului societății istorice și arheologice din Pontoise și Vexinul Francez, amplasat în fața parohiei din 1931.

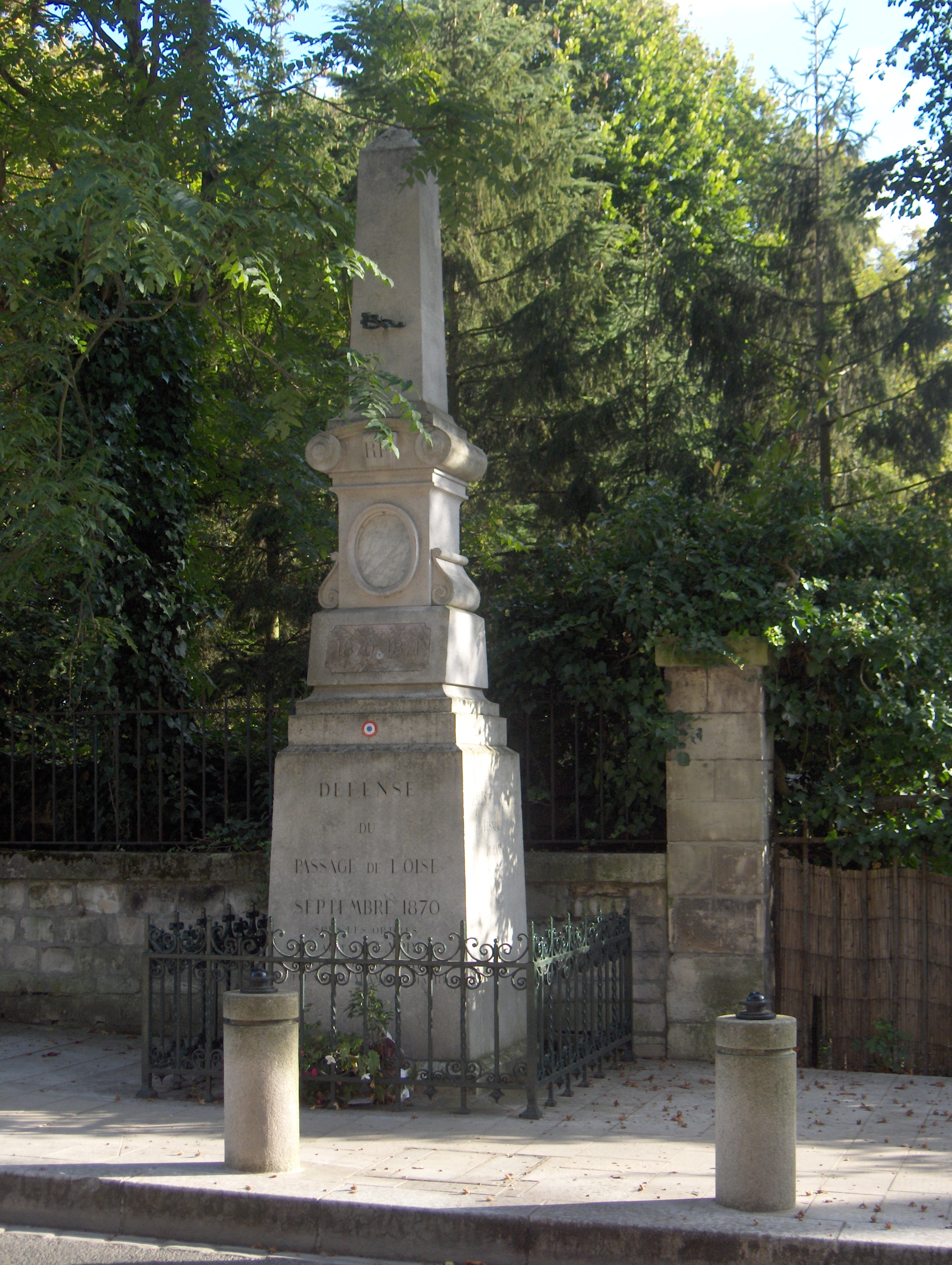
Monument dedicat apărării trecerii peste Oise, pe insula Prieuré.

Rămas fără castelul său, orașul se umple de proprietăți și conace de-a lungul secolului: castelele Saut du Loup, de pe insula Prieuré, de la Commanderie, de la Faisanderie, castelul Bonnin, apoi Béjot, din Cassan, sunt construite.
De la mijlocul secolului, artiștii devin interesați de acest loc situat între Oise și pădure și se opresc aici. Este cazul lui Jules Dupré, Théodore Rousseau, Honoré de Balzac sau Daubigny.
Calea ferată ajunge pentru prima dată în gara L'Isle-Adam - Parmain în 1846, permițând la acea vreme să se ajungă la Paris în o oră și cincisprezece minute. Primăria decide iluminarea străzilor cu gaz în 1879, iar felinarele sunt alimentate de o uzină de gaz situată pe malurile râului Oise, care a fost demolată în 1965.
Între 1815 și 1940, orașul devine un centru de producție a ceramicii din lut. Aceste centre de producție furnizează, în special, stațiunilor turistice balneare din nordul Franței obiecte decorative populare, vândute în primele magazine de suveniruri.
Pe tot parcursul secolului, carierele susțin construcțiile și economia orașului, de la carierele deschise de primarul Topinard pe actualul domeniu des Forgets până la carierele de pe strada Bonshommes și de pe domeniul Vivray. La mijlocul secolului, acestea angajează peste două sute cincizeci de persoane.

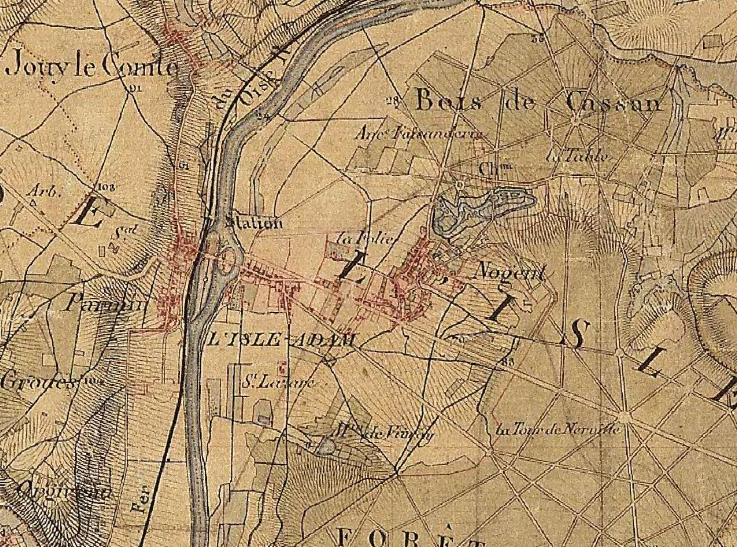
Hartă a orașului L'Isle-Adam în jurul anului 1870.

În timpul celui de-al Doilea Imperiu, Napoleon al III-lea, aflat în trecere prin oraș, se oprește la hanul din Cassan, astăzi dispărut, și, încântat de primirea care i-a fost făcută, le oferă un ceasornic gazdelor. În 1860, se deschide o școală pentru fete, actuala școală Albert-Camus, iar în 1868 este inaugurată o nouă primărie mai spațioasă, în stil Renaștere, construită pe locul unui fost lavoir și finanțată parțial de primar, domnul Dambry.
În timpul Războiului franco-prusac din 1870, după dezastrul de la Sedan, evenimentele se precipită. Pe 14 septembrie, geniștii francezi distrug una dintre arcele marelui pod peste Oise pentru a încetini înaintarea trupelor inamice. Cu toate acestea, pe 16 septembrie, uhlanii ajung la L'Isle-Adam prin pădure. În ziua următoare, un escadron de cavalerie, sprijinit de două sute de infanteriști, smulge steagul de pe primărie, jefuiește orașul și rechiziționează cele mai frumoase proprietăți.
Franc-tireurii din Parmain și din împrejurimi se organizează și rezistă prusacilor, pregătind o ambuscadă lângă cătunul Stors, tulburând definitiv liniștea în cele două comune. După o săptămână de lupte, represaliile sunt dure: combatanții sunt capturați și executați, iar treizeci și două de case din Parmain sunt incendiate, inclusiv castelul Ducamp de pe insula Prieuré, care înlocuise castelul Conti (reconstruit identic după război), și unul dintre cele două corpuri de gardă, ultimele vestigii ale castelului clasic.
Un total de o sută paisprezece uhlani sunt uciși sau răniți, iar șapte francezi își pierd viața. Numele lor este înscris pe monumentul dedicat memoriei lor, situat pe insula Prieuré.

### Secolul al XX-lea

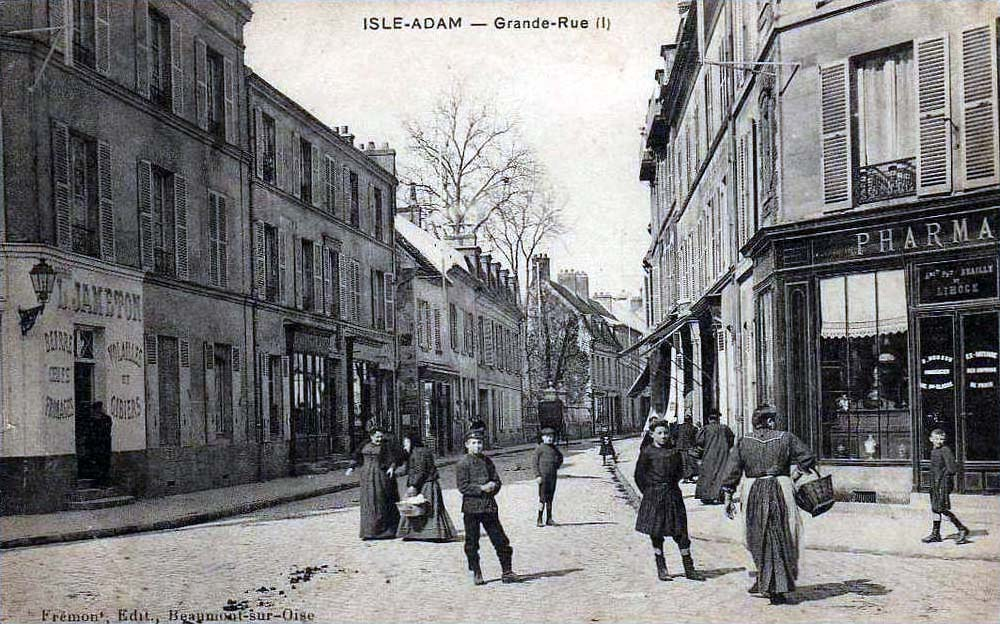
L'Isle-Adam - La Grande-Rue în jurul anului 1900.

Prima parte a secolului este marcată de crearea plajei fluviale, a cărei popularitate atinge apogeul în anii 1930. Locul devine rapid renumit printre parizieni. Totuși, orașul de vacanță în care se transformase L'Isle-Adam revine curând un câmp de luptă și suferințe.

#### L'Isle-Adam în timpul Primului Război Mondial
La 2 septembrie 1914, germanii ajung la Senlis, care va fi parțial incendiată în timpul bătăliei de la Senlis, provocând o profundă neliniște în rândul locuitorilor din L'Isle-Adam, în fața iminentei sosiri a invadatorilor.
Pe 3 septembrie, geniștii francezi distrug mai întâi podul feroviar din Mours, apoi viaductul de la Moulin-Neuf din Presles, iar succesiv, podurile rutiere din L'Isle-Adam, Stors și Auvers. O patrulă de uhlani apare în ultimul sat, în timp ce un soldat german este ucis în pădurea din L'Isle-Adam. În aceeași zi, postul de gardă al podului din L'Isle-Adam, deja distrus, deschide focul asupra unui grup de cavaleri care încercau să traverseze râul Oise înot, ucigând doi dintre aceștia.
Însă, pe 14 septembrie, germanii sunt opriți pe râurile Ourcq și Marna, iar înaintarea lor în regiune încetează.
Anii de război provoacă dificultăți severe în comerț, din cauza lipsei de lichidități, iar comuna deplânge pierderile sale umane pe tot parcursul Primului Război Mondial.
Pe 11 noiembrie 1918, armistițiul este sărbătorit prin sunetul clopotelor bisericii, chiar de ziua Sfântului Martin, patronul acesteia. Monumentul dedicat eroilor căzuți, ridicat în grădinile primăriei și inaugurat pe 21 august 1921, poartă numele a cincizeci și trei de locuitori din L'Isle-Adam care și-au pierdut viața în timpul conflictului.

#### L'Isle-Adam în timpul celui de-al Doilea Război Mondial: oraș martir, rezistent și decorat
Orașul va suferi în mod deosebit în timpul celui de-al Doilea Război Mondial.
În iunie 1940, orașul primește militari francezi însărcinați să apere, ca întotdeauna în istoria sa, trecerea strategică peste Oise, de această dată cu ajutorul fortificațiilor (cazemate) de pe linia Chauvineau, construite în 1939 și la începutul anului 1940, pentru a servi drept prima linie de apărare a Parisului.
Podul de la moară și alte pasarele care legau insulele între ele și de malul drept al râului sunt, pentru a treia oară în șaptezeci de ani, distruse de geniștii francezi în noaptea dintre 11 și 12 iunie. Cu toate acestea, podul Cabouillet este cruțat. Panica cuprinde populația: orașul este aproape complet golit de locuitori, care fug, în timp ce trupele germane, venind din Parmain și Champagne-sur-Oise, încearcă de trei ori să traverseze râul Oise.
Aceste tentative sunt respinse eficient de armata franceză, cu prețul a o sută douăsprezece soldați căzuți, până când aceasta primește ordinul de a se retrage spre Paris pe 13 iunie, la ora 10 dimineața, pentru a evita riscul de încercuire și intensificarea bombardamentelor germane asupra orașului și a întregii zone. Un monument, inaugurat în 1947 pe malurile râului Oise, aduce un omagiu soldaților căzuți în această bătălie.
Locuitorii se întorc în toamnă în orașul lor ocupat de trupele germane. Un centru de comandă este instalată inițial, pentru mai puțin de un an, în Castelrose, apoi, printre altele, la hotelul Écu-de-France și în castelul din Cassan. Numeroase proprietăți sunt rechiziționate. Pădurile din Cassan devin locul unui vast complex de depozite de muniții.
Locuitorii trăiesc sub ocupația franceză: patrule de soldați în străzile orașului, instaurarea stării de asediu, întreruperi frecvente de electricitate și raționalizare din ce în ce mai strictă. În ciuda protestelor locuitorilor, busturile din bronz ale lui Jules Dupré și ale guvernatorului-general Louis-Gustave Binger sunt demontate și topite în ianuarie 1942.

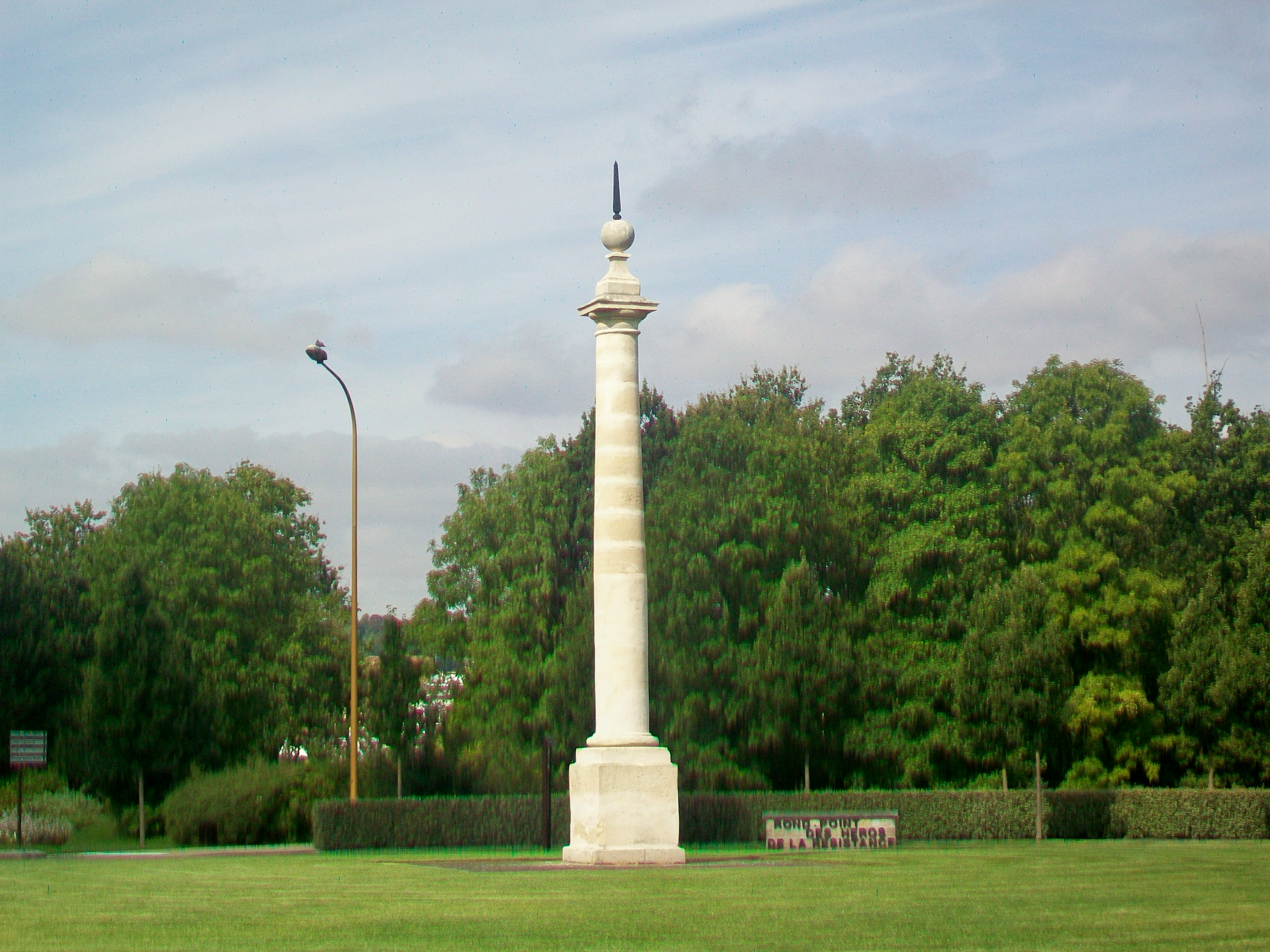
Sens giratoriu al eroilor Rezistenței, pe RD 922, la nord-est de oraș.

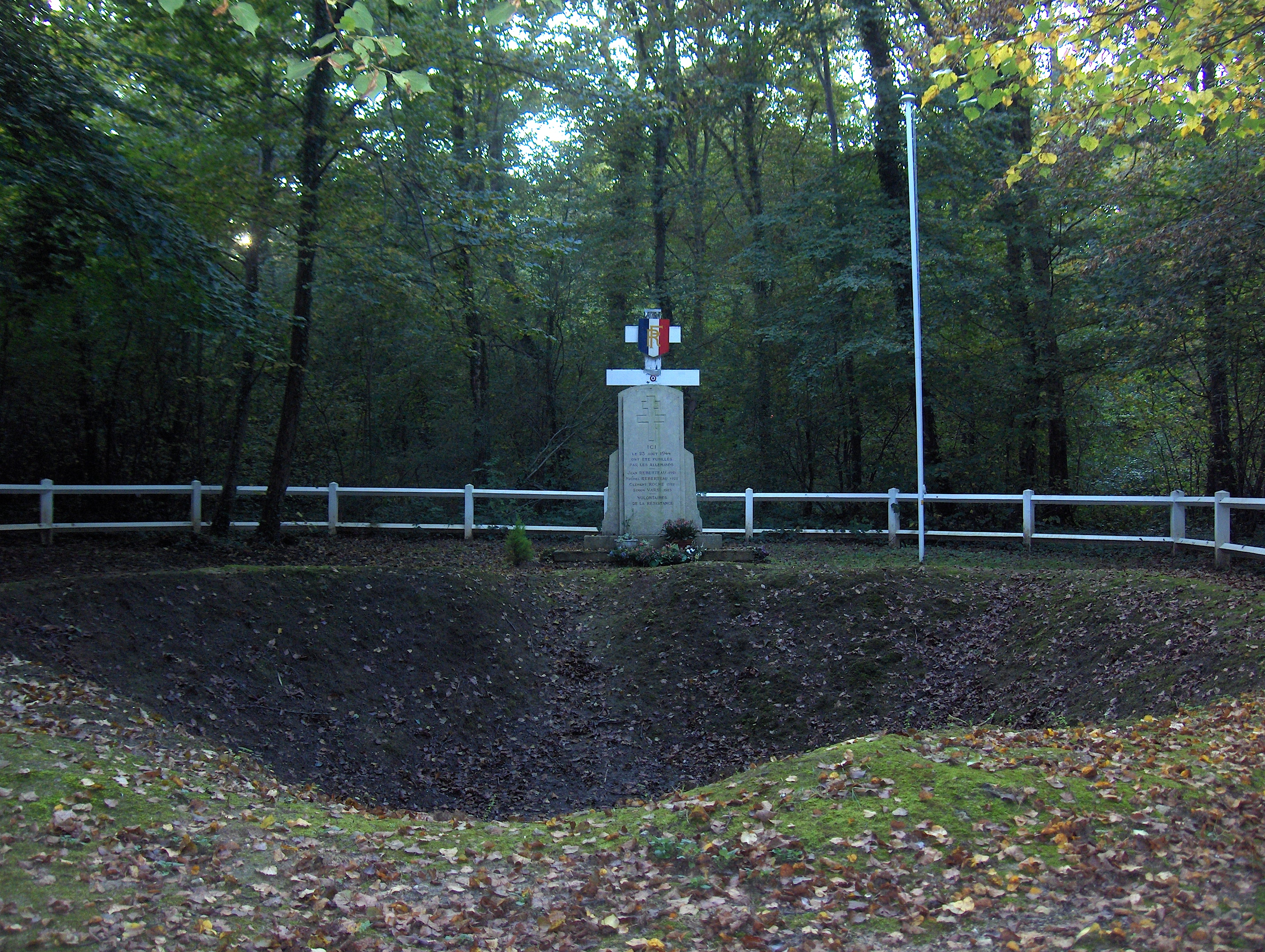
Monument dedicat celor executați pe 23 august 1944.

Introducerea Serviciului Muncii Obligatorii (STO) în 1942 determină treptat tot mai mulți Adamoisi, care încercau să scape de munca forțată în Germania, să se alăture Rezistenței.
Pe 7 iunie 1944, a doua zi după debarcarea aliaților în Normandia, membrii Rezistenței din Ronquerolles face să deraieze un tren de tancuri germane la Champagne-sur-Oise, care este apoi atacat de avioane americane. În urma unei denunțări, trupele germane de ocupație și represiune din Sicherungs-Regiment 6, estimate la 3 batalioane, adică între 800 și 1 000 de oameni, înconjoară pe 19 iunie pădurea din Ronquerolles.
După o luptă dificilă, acestea reușesc să captureze 17 membri ai Rezistenței. Aceștia sunt aduși la hotelul Écu-de-France, unde sunt torturați. În cele din urmă, 11 rezistenți sunt executați la marginea pădurii, iar alți 2 sunt deportați. Printre victime se numără și un locuitor din L'Isle-Adam, Jean-Charles Fritz. Un monument ridicat în 1945 lângă poteca „Trois-Sources” le aduce un omagiu. Compatrioții lor informează aliații despre importantele instalații inamice din pădurea Cassan.
Pe 5 iulie 1944, în jurul prânzului, L'Isle-Adam suferă un bombardament aliat efectuat de aproximativ cincizeci de avioane. Un nou bombardament are loc a doua zi, la aceeași oră. Pe 2 august, un mesaj codificat este transmis de BBC: „Adam va tremura în insula sa”, mesaj care rămâne neînțeles de locuitori.
Pe 3 august, câteva sute de avioane lansează peste trei mii de bombe asupra L'Isle-Adam. Civilii sunt surprinși de violența bombardamentelor, cele mai distrugătoare din istoria orașului. După raidurile aeriene din vara anului 1944, sunt înregistrate cincizeci și unu de morți civili și aproape tot atâția răniți. O stelă amplasată la fântâna din Nogent, inaugurată în 1946, le comemorează moartea.
Două sute de clădiri sunt distruse complet, inclusiv castelele din Cassan. Distrugerile parțiale sunt și mai numeroase; de exemplu, castelul din Stors a suferit daune grave din cauza bombardamentelor. În cartierul Nogent, construcțiile și pădurile din Cassan sunt în mare parte anihilate.
Țintele Aliaților se aflau, probabil, în aceste păduri: depozite de muniții și locuri de asamblare a rachetelor V1, similare celor din Villiers-Adam, pregătite pentru a fi lansate de pe șinele de pe platoul împădurit din Mériel. Diferitele componente ale rachetelor erau fabricate în uzina subterană din Nucourt și transportate pe calea ferată până la Valmondois, Parmain și Bessancourt.
Germanii, furioși, jefuiesc și incendiază case în Nerville-la-Forêt ca represalii. Printre martirii rezistenței din L'Isle-Adam se numără doi tineri membri ai Forțelor Franceze din Interior, executați pe 15 august, ca represalii pentru bombardamente. O stelă amplasată lângă casa forestieră de la Grille de L'Isle-Adam comemorează acest tragic eveniment.
Géo Grandjean, coordonator al Rezistenței locale din domeniul său de la Forgets, aflat în pădure, este de asemenea arestat în această perioadă. Torturat la L'Isle-Adam, acesta este în cele din urmă executat în poienița „Quatre-Chênes”, lângă Domont.
Pe 23 august, cu o săptămână înainte de a părăsi orașul, germanii execută patru tineri membri ai Rezistenței în pădurea din L'Isle-Adam; o stelă le aduce un omagiu pe drumul Conti, la intrarea în domeniul Forgets. Pe 30 august, trupele inamice părăsesc definitiv orașul, urmând același traseu pe care au venit, prin Parmain și Champagne-sur-Oise. În aceeași zi, în jurul orei 17, trupele americane intră în oraș fără luptă, venind dinspre Mériel.
Un monument situat la intersecția Vivray comemorează această eliberare. După eliberare, L'Isle-Adam este afectat în proporție de 40%. Foarte repede, ecluza de pe Oise și podurile sunt reparate provizoriu pentru a restabili legăturile între Parmain și L'Isle-Adam și pentru a permite reluarea circulației fluviale.
Pe 11 noiembrie 1948, orașul L'Isle-Adam primește o mențiune onorifică la ordinul brigăzii, fiind decorat cu Crucea de Război cu stea de bronz. Pe 18 iunie 1950, René Pleven, ministrul de război la acea vreme, înmânează această medalie primarului Georges Bernier. Sensul giratoriu al eroilor Rezistenței, precum și numeroasele stele și monumente care marchează teritoriul comunei, păstrează vie memoria acestei perioade în rândul locuitorilor din L'Isle-Adam de astăzi.

#### L'Isle-Adam după 1945
În anii 1960, L'Isle-Adam pierde o parte din patrimoniul său. Este perioada în care dispar castelul Saut du Loup și ultimele vestigii ale castelului Cassan. Totuși, aceste distrugeri permit amenajarea parcului Manchez, construirea școlii Balzac și dezvoltarea imobiliară a parcului Cassan în deceniul următor.
Tot în anii 1960 sunt construite blocurile din cartierul Faisanderie, într-un context în care regiunea Île-de-France se confrunta cu o mare penurie de locuințe colective. Blocurile din L'Isle-Adam au rămas însă construcții joase și relativ bine spațiate, evitând stilul masiv al barăcilor colosale construite în alte zone ale regiunii.
Ultima operațiune imobiliară de amploare din comună a fost construirea cartierului La Garenne în anii 1980, o zonă de case individuale situată între râul Oise și lacurile de agrement.
Începând cu anii 1970, orașul L'Isle-Adam a fost influențat semnificativ de familia Poniatowski, o adevărată dinastie politică ce conduce destinele comunei din 1971. Influența politică națională a lui Michel Poniatowski, primar timp de treizeci de ani, și, într-o măsură mai mică, a fiului său Axel, primar din 2001, au contribuit la menținerea orașului ca un „oraș-parc” și la păstrarea unui caracter burghez.
În timp ce orașe precum Persan, Beaumont-sur-Oise sau Taverny au adoptat modele de dezvoltare și urbanism caracteristice suburbiei mari a Parisului, L'Isle-Adam și comunele din împrejurimi au optat, în a doua jumătate a secolului al XX-lea, pentru un model de dezvoltare bazat pe calitatea vieții.

## Populația și societatea

### Date demografice
Evoluția numărului de locuitori este cunoscută prin recensămintele populației efectuate în comună începând din 1793. Pentru comunele cu mai puțin de 10 000 de locuitori, un recensământ al întregii populații este realizat la fiecare cinci ani, populațiile legale pentru anii intermediari fiind estimate prin interpolare sau extrapolare.
În 2022, comuna număra 12302 locuitori, în scădere cu -0,75 % față de 2016 (Val-d'Oise: +4 %, Franța fără Mayotte: +2,11 %).
| An        | 1793 | 1821 | 1841 | 1856 | 1876 | 1886 | 1901 | 1921 | 1936 | 1962 | 1982 | 2006  | 2014  | 2022  |
| --------- | ---- | ---- | ---- | ---- | ---- | ---- | ---- | ---- | ---- | ---- | ---- | ----- | ----- | ----- |
| Populație | 1309 | 1324 | 1613 | 1913 | 2792 | 3337 | 3639 | 4109 | 4074 | 5891 | 9479 | 11231 | 11804 | 12302 |

## Cultură locală și patrimoniu

### Locuri și monumente

#### Monumente istorice
- Biserica Saint-Martin, rue Saint-Lazare (clasată monument istoric prin ordin din 8 decembrie 1941[70])

Biserica a fost construită de Louis de Villiers de L'Isle-Adam, episcop al diecezei de Beauvais, care includea pe atunci L'Isle-Adam. Deși încă neterminată, biserica a fost consacrată pe 20 iulie 1499.
Noul stăpân al locului, mareșalul Anne de Montmorency, a încredințat finalizarea bisericii, începând cu 1537, lui Jean Bullant, arhitectul castelului Écouen. În 1539, biserica devine sediul parohiei, în detrimentul bisericii din Nogent. În 1567, după ce a fost complet finalizată, biserica este din nou consacrată în prezența mareșalului.
Grav afectată de un incendiu pe 25 decembrie 1661, biserica a fost repusă rapid în stare de funcționare datorită generozității prințului Armand de Bourbon-Conti, stăpânul castelului din L'Isle-Adam.
Degradată din nou în timpul Revoluției Franceze, biserica a fost restaurată complet abia sub păstorirea abatelui Jean-Baptiste Grimot, între 1848 și 1885. În această perioadă, clădirea a fost dotată cu un mobilier bogat.
Portalul bisericii este atribuit lui Jean Bullant. De stil gotic-renascentist, dar grav deteriorat, portalul a fost restaurat începând cu 1859, sub îndrumarea abatelui Grimot, de către un elev al lui Viollet-le-Duc, Félix Roguet. În 1869, clopotnița a fost înălțată, fiind modelată după cea a bisericii pariziene La Trinité.
- Pavilionul chinezesc din Cassan, route de Beaumont (clasat monument istoric prin ordin din 9 septembrie 1965[72])

Acesta este în parcul Cassan, datând din anii 1780. În 1778, domeniul Châteaupré a fost cumpărat de către finanțatorul Pierre-Jacques Bergeret de Grandcourt de la vărul său, Nicolas de Cassan. Prieten al pictorului Jean-Honoré Fragonard, Bergeret îl găzduiește pe acesta timp de aproximativ zece ani și îi încredințează amenajarea domeniului și a parcului în stil englezesc.
Pavilionul, de formă octogonală, este construit din lemn, sprijinit pe un soclu din piatră care adăpostește o sală neoclasică răcoroasă, dotată cu un mic bazin utilizat pentru reglarea nivelului apei din iaz. Degradat sever de-a lungul timpului, iar o parte din parc fiind lotizată, pavilionul a fost cumpărat de oraș în 1971. Restaurarea sa a fost încredințată lui Olivier Choppin de Janvry.
Este una dintre puținele pavilioane din secolul al XVIII-lea care mai există, fiind clasată monument istoric în 1965. Grilajul amplasat în fața pavilionului în 1971 este vechiul grilaj de acces la domeniul Cassan, achiziționat în 1905. Acesta provine de la fostul hipodrom din Place de Clichy, Paris, care astăzi nu mai există.
- Domeniul de Stors (inscris ca monument istoric prin ordin din 31 iulie 2001[74])

Domeniul include un castel din începutul secolului al XVIII-lea, remodelat în timpul celui de-al Doilea Imperiu; grădini în terase, clasate, cu două mici pavilioane chinezești și o sală subterană; un bazin de grădină; o veche capelă parohială datând din Evul Mediu, remodelată de Pierre Contant d'Ivry; precum și fosta casă a luntrașului care opera bacul de pe râul Oise.
Alte elemente ale vechiului domeniu se află în afara perimetrului său actual, printre care podul Cheuvreux din pădurea L'Isle-Adam și moara de la Stors, situată pe teritoriul comunei Mériel.
Castelul din Stors a fost parțial distrus de bombardamentele aliate din august 1944. În prezent, se află în proces de restaurare, dar este deschis pentru vizitare în anumite duminici.

#### Alte locuri și monumente
- Castelul din L'Isle-Adam sau castelul prinților de Conti, situat în nordul insulei Prieuré, pe strada Conti:

- Construit în secolul al XVII-lea,
- A fost remodelat profund în 1777 de Louis-François-Joseph de Bourbon-Conti,
- Vândut ca bun național, a fost complet distrus în 1812.

Astăzi, pe locul său se află un mic castel în stil Louis XIII, cunoscut sub numele de „Château-Conti”, construit în 1857 de familia Ducamp, care a contribuit și la construirea actualei primării din Parmain. Incendiat de prusaci în timpul Războiului franco-prusac din 1870, a fost reconstruit identic și a devenit un hotel, apoi o casă de odihnă.
În perioada interbelică, a fost transformat în restaurant. Cécile Sorel a scris aici o parte din memoriile sale.
În prezent, clădirea aparține municipalității, care intenționează să deschidă situl pentru public și să găzduiască aici unele dintre asociațiile comunei. În 2005, o campanie de săpături arheologice a scos la iveală un fragment de zid medieval și o rețea de galerii pe insulă.
Resturile construcțiilor realizate de Conti sunt modeste:
- Balustradele din parcul actualului castel,
- Unul dintre pavilioanele de la poarta domeniului (cel de-al doilea a fost incendiat de prusaci în 1870),
- O parte din pivnițele castelului,
- Jgheaburi provenite din grajdurile monumentale, aflate acum în apropierea parcului Manchez, pe avenue des Écuries.

- Podul Cabouillet peste Oise, rue de Conti

Acest pod din secolul al XVI-lea leagă centrul orașului de insula Cohue. Construit din piatră fasonată și având trei arcade, podul a fost probabil edificat la inițiativa lui Antoine de Villiers, castelanul din L'Isle-Adam. Numele său provine din vechiul francez „cabouiller”, care înseamnă „a agita apa”, un gest practicat de pescarii care veneau pe insulă pentru a agita apa, astfel încât să prindă mai ușor peștele.
La începutul secolului al XVIII-lea, podul a fost restaurat de François Levau. Până în 1866, bărcile, trase de cai, treceau pe sub arcadele podului, întrucât celelalte două poduri aflate în prelungirea sa aveau arcade de piatră mult prea înguste.
- Plaja, situată la 1 avenue du Général-de-Gaulle

Astăzi considerată cea mai mare plajă fluvială din Franța, acest loc creat în 1895 este, de fapt, o piscină de vară situată în imediata apropiere a râului Oise.
Locul original de îmbăiere a fost amenajat începând din 1910 de către Henri Supplice, însă eforturile sale au fost zădărnicite de izbucnirea Primului Război Mondial. Totuși, încă din 1918, el a reluat lucrările, construind un complex balnear cu cincizeci de cabine, inspirat de cele din Trouville-sur-Mer și Deauville, un restaurant cu terasă numit Le Normandie, platforme pentru sărituri, tobogane, cascade și un chioșc pentru muzică. În sezonul cald, aici aveau loc concerte simfonice în fiecare duminică și în zilele de sărbătoare.
Locul atrăgea numeroși parizieni, care veneau cu trenuri întregi, inclusiv multe celebrități ale vremii. Această perioadă de prosperitate a durat până la Al Doilea Război Mondial. Henri Supplice, provenit dintr-o veche familie din L'Isle-Adam, era poreclit „père la thune” din cauza prețului de intrare, o monedă de cinci franci, cunoscută la acea vreme ca „thune”.
Un bazin de 25 de metri a fost inaugurat în 1949 de Johnny Weissmuller și a servit ca loc de antrenament pentru specialiștii în sărituri. În 1952, plaja a găzduit pre-olimpiadele pentru viitoarele Jocuri de la Helsinki din 1954.
Complexul a fost achiziționat de municipalitate în 1981 și, de atunci, a fost folosit pentru filmări de filme și continuă să fie foarte popular în zilele însorite.
- Maison du Cabouillet, rue de la Capitainerie și rue du Pâtis

Astăzi un restaurant, această clădire este una dintre cele mai vechi case din oraș. Unele părți ale sale datează de la începutul secolului al XVII-lea. Restaurant încă din perioada celui de-al Doilea Imperiu, a aparținut unui membru al unui faimos grup comic al vremii, cunoscut sub numele de les Clodoches.
- Fosta casă a unui potcovar, 21 quai de l'Oise

Această casă din secolul al XIX-lea păstrează încă pe fațadă firma domnului Baron, cu inscripția: „Charron - Forgeron - Maréchalerie”.
- Cartierul du Pâtis

Acest cartier include piața cu același nume, o promenadă publică situată într-un loc înscris ca patrimoniu, și o zonă de agrement de-a lungul râului, unde se află un cinema renovat și numeroase restaurante.
- Maison Crocqfer, 6 Grande-Rue

De stil Île-de-France, această casă datează de la începuturile Revoluției. A fost locuită de familia Mellet, mai întâi de Godegrand, maestru aurar și turnător, apoi de André, inspector general al vânătorilor prințului de Conti.
- Comisariatul de poliție, 32 Grande-Rue

Această casă burgheză a fost construită în jurul anului 1900 de Henri Supplice, creatorul plajei și al oficiului de turism din L'Isle-Adam. Devenită proprietate municipală din 1987, găzduiește comisariatul de poliție din 1989.
- Fosta casă a unui ebenist, 24 rue Saint-Lazare

Casă din secolul al XVIII-lea, cu o fațadă din grinzi de lemn la primul etaj.
- Casă burgheză, 29 rue Saint-Lazare

Partea superioară a fațadei, datând de la sfârșitul secolului al XIX-lea, este realizată din cărămizi și lemn.
- Primăria, rue Saint-Lazare / Grande-Rue / avenue de Paris

Construită în 1869 și finanțată pe jumătate din fondurile proprii ale primarului Charles Dambry, sala de consiliu municipal a clădirii are un tavan casetat, pictat, care reprezintă comunele cantonului așa cum erau în 1870.
- Le Castelrose, avenue de Paris / rue Dambry

Această fostă reședință burgheză își datorează numele tencuielii roz de pe fațadele sale. Construită între 1875 și 1885, clădirea a servit drept pensiune pentru văduve de război înainte de Al Doilea Război Mondial. În timpul războiului, vila a fost ocupată de germani, iar după război a revenit la funcția de pensiune. În prezent, este o anexă a primăriei.
- Presbiteriul, Grande-Rue, la est de biserică

Construit în 1868 în stil Renaștere, clădirea este opera lui Félix Roguet, elev al lui Viollet-le-Duc și Louis-Charles Boileau.
- Hala pieței acoperite, avenue de Paris / rue Abbé-Breuil / rue Dambry

Această hală a fost construită în anii 1980.
- Parcul Manchez, rue de la Capitainerie / avenue des Écuries / rue de l'Abbé-Breuil

Acest parc se află pe locul fostelor grajduri monumentale ale prinților de Conti și al castelului Saut du Loup. În parc pot fi văzuți arborii remarcabili, numiți Cei Trei Frați, și un colombar rotund, construit din cărămizi de două culori, datând de la începutul secolului al XX-lea, care reprezintă ultimul vestigiu al castelului Saut du Loup.
- Cimitirul din L'Isle-Adam, ruelle du Souvenir Français

Aici sunt înmormântați majoritatea artiștilor și personalităților locale, binefăcătorii și unii foști primari.
- Castelul de la Faisanderie, avenue du Général-de-Gaulle

Construit în 1882 de către Thomas, unul dintre arhitecții Grand Palais din Paris, acest castel din piatră fasonată este amplasat pe terenul fostei crescătorii de fazani a prinților de Conti. Construcția a fost realizată la inițiativa succesorului lui Dambry la primărie, Félix Thoureau.
Fațadele castelului au fiecare un stil diferit. Castelul aparține orașului din 1966 și găzduiește un institut medico-educativ.
- Crucea Saint-Antoine, lângă chemin des Folles-Entreprises

Această cruce pattée cu patru brațe de lungime egală datează din perioada romanică și avea funcția de bornă. O particularitate a sa este faptul că este sculptată dintr-un bloc masiv de piatră monolitică, a cărui parte inferioară îi servește drept soclu.
În prezent, crucea se află închisă într-o grădină privată și nu este vizibilă din domeniul public.
- Grille de L'Isle-Adam, avenue de Paris (RD 64), în afara orașului

Formată din doi stâlpi de la sfârșitul secolului al XVIII-lea, aceasta marchează intrarea principală în oraș prin avenue de Paris, venind dinspre pădure. De la această înălțime, se poate admira perspectiva asupra bulevardului, deschis în 1657 și plantat cu castani în 1842, cu o priveliște cuprinzătoare asupra primăriei și dealurilor din Parmain.
Dincolo de poartă, în pădure, bulevardul este decorat cu un sens giratoriu forestier, în centrul căruia se află o piramidă monumentală elegantă.
- Casa forestieră de la Grille de L'Isle-Adam, avenue de Paris (RD 64)

Situată la marginea pădurii, această fostă casă de pază a fost construită de prințul de Conti în 1777.
- Château des Forgets, rue des Louvetaux, în pădurea din L'Isle-Adam

Această mare reședință burgheză, construită în 1893, este un alt martor al prosperității orașului de la sfârșitul secolului al XIX-lea. A fost ridicată pentru Georges Manchez, redactor la ziarul Le Temps.
În timpul celui de-al Doilea Război Mondial, a servit drept refugiu pentru membrii Rezistenței, lucru care i-a adus proprietarului, Géo Grandjean, execuția în 1944. Ulterior, castelul a aparținut omului de afaceri saudit Akram Ojjeh.
Castelul nu este vizibil din domeniul public.
- Table de Cassan, pe un sens giratoriu al RD 922, la nord-est de oraș

Aceasta marchează centrul „stelei de Conti”, formată din diverse poteci forestiere din pădurea L'Isle-Adam și drumul RD 922. Sculptată într-un bloc de piatră monolitică în secolul al XVII-lea, Table de Cassan a fost folosită ca punct de întâlnire pentru vânătorile cu câini.
- Château des Vanneaux, situat la periferia nordică, dincolo de pădure, în apropiere de Mours și Presles

Acest castel ocupă un loc construit încă de la sfârșitul secolului al XVII-lea. În prezent, este proprietatea unei societăți japoneze, care l-a transformat, împreună cu terenurile sale, într-un teren de golf, inaugurat în 1994.
- Diferitele statui ale orașului
- Evila l'ondine, ridicată în brațul Cabouillet,
- Les premiers pas de danse, amplasată pe poteca de halaj spre nord.
- Statua Siaram: Sculptură realizată de Jean Marais[87], reprezentând un sfinx purtând coarne de cerb.

- Locurile de memorie ale celui de-al Doilea Război Mondial

Monumentul eroilor căzuți în bătălia trecerii Oise din 1940, situat pe chemin de halage,
Stelele dedicate rezistenților, amplasate în pădure,
Borna eliberării, la intersecția carrefour du Vivray (și alte monumente care comemorează evenimentele și sacrificiile din perioada războiului.)

#### Castelele dispărute

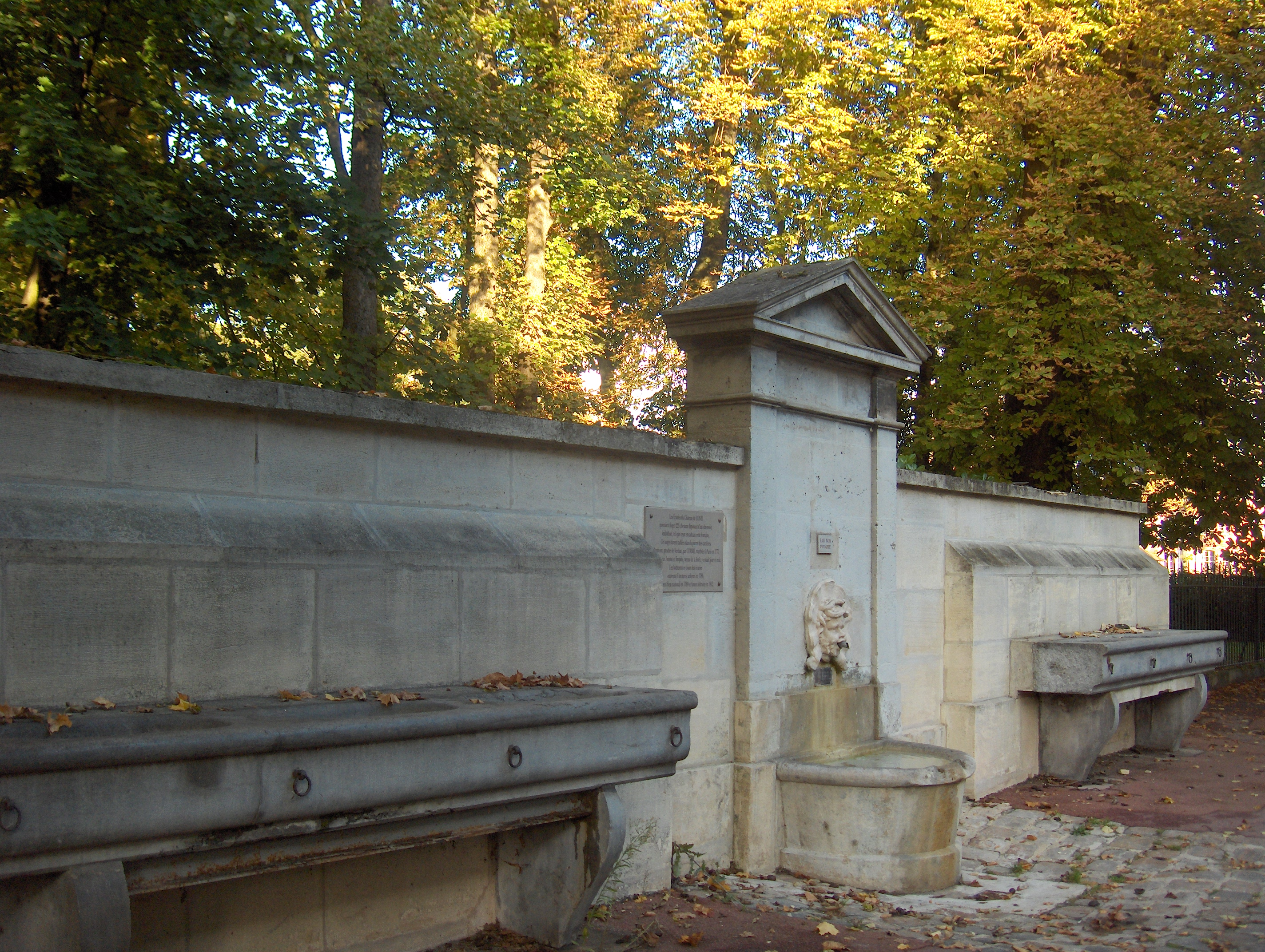
Adăpătorile grajdurilor monumentale: unul dintre puținele vestigii ale castelului prinților de Conti, transformat în fântână publică în parcul Manchez.

- Castelul Saut-du-Loup

Distrus în 1960, castelul era situat pe locul actualului parc Manchez. A fost construit împreună cu parcul în stil englezesc care îl înconjura de către Charles Dambry, primar și binefăcător al orașului. Castelul a fost ulterior cumpărat de Paul Dalloz, jurnalist la Le Monde Universel, și apoi a aparținut lui Edmond Desfossés, director al ziarului Le Monde illustré, inventatorul cotei bursiere și primar al orașului între 1896 și 1898.
Castelul a trecut ulterior în posesia unui deputat, iar mai târziu a lui Georges Manchez, redactor financiar la ziarul Le Temps. Avariat în urma bombardamentelor din timpul celui de-al Doilea Război Mondial, castelul a fost demolat în 1960 după ce municipalitatea l-a achiziționat de la familia Manchez.
Din castel rămâne doar un porumbar de cărămidă. Domeniul a fost parțial transformat în parc public, iar achiziția sa a permis construirea de locuințe și a școlii elementare Balzac.
- Castelul de la Commanderie

Distrus la începutul secolului al XX-lea, acest castel, bogat decorat și mobilat, a fost construit ca operă personală și reședință a bogatului caroser Charles Binder (1819-1891).
- Castelele din Cassan

Și acestea au dispărut, fie că este vorba de castelul original, construit de familia Bergeret și demolat în 1908, fie de al doilea edificiu, numit castelul Bonnin, construit în 1867 de un bogat instalator de gaze, cel care a instalat iluminatul pe gaz în Paris.
Castelul Bonnin a fost înlocuit, la începutul secolului XX, de un alt castel, numit castelul Béjot, construit în stil Trianon. Castelul Béjot a fost demolat în 1960, după ce a suferit daune severe în urma bombardamentelor aliate din 1944.
Domeniul Cassan, lipsit de castelele sale, dar păstrând încă parcul amenajat și pavilionul chinezesc, a fost transformat în anii 1970 într-o zonă rezidențială verde, numită Parc de Cassan.
- Castelul des Bonshommes

Amintirea acestui castel este păstrată prin numele avenue des Bonshommes, care ducea la el. Castelul a fost construit în 1859 pe locul fostului prieuré abandonat cu același nume, descris de Balzac drept un „loc funest, părăsit de oameni” și care a servit drept cadru pentru nuvela sa „Adieu”.
Castelul era înconjurat de o grădină amenajată peisagistic. Astăzi, el a dispărut complet, iar locul său a fost integrat în pădure.

### Personalități

#### Artiștii și intelectualii
- Honoré de Balzac (1799-1850) a stat la L'Isle-Adam în 1827, la invitația prietenului său, primarul localității, și de mai multe ori ulterior. Într-o scrisoare adresată surorii sale, datată la sfârșitul lunii octombrie 1819, el scrie: „Știi că L'Isle-Adam este paradisul meu terestru și că are o influență mare asupra mea.” La L'Isle-Adam, el a scris Fiziologia căsătoriei. Un parc, o stelă și o școală îi poartă numele.
- Francis Carco (1886-1958), scriitor, autor al lucrărilor Jésus la caille și L'homme troublé, a locuit în septembrie 1939 la L'Isle-Adam, pe avenue des Bonshommes, la colț cu rue Charles-Hibert, înainte de a se exila după înfrângere. După război, s-a stabilit din nou în această localitate, la numărul 21 de pe avenue de Paris.
- Michel Droit (1923-2000), academician, a petrecut câțiva ani în această localitate împreună cu tatăl său, Jean Droit, artist plastic, care este înmormântat acolo.
- Jules Dupré (1811-1889), pictor, a trăit la L'Isle-Adam din 1845 până la moartea sa. Alături de Théodore Rousseau, a fost inițiatorul unui grup de pictori care pictau după natură, în peisajele din împrejurimi. Din acest grup au făcut parte Charles-François Daubigny, Corot, Daumier și Eugène Lavieille. Un monument din 1894, realizat în stilul Renașterii italiene, îl comemorează pe Jules Dupré, fiind amplasat în apropierea malurilor râului Oise și a podului Cabouillet. Artistul este înmormântat în cimitirul orașului.
- Saturnin Fabre (1884-1961), actor, a locuit la L'Isle-Adam în timpul războiului[88].
- Jean-Honoré Fragonard (1732-1806), care ar fi realizat primele schițe ale pavilionului chinezesc, a locuit la Cassan împreună cu familia sa, în casa familiei Bergeret.
- Madame de Genlis (1746-1830) a fost invitată, în secolul al XVIII-lea, să anime seratele de la domeniul Cassan.
- Robert Hirsch (1925-2017), actor și societar onorific al Comediei Franceze, s-a născut pe 26 iulie 1925 la L'Isle-Adam.
- Jean de La Fontaine (1621-1695) a stat la castelul prinților de Conti. Se presupune că a fost inspirat să scrie fabula Moara, fiul său și măgarul de moara Naze din Valmondois.
- Jacques Henri Lartigue (1894-1986), fotograf și pictor, are un muzeu dedicat în oraș, care găzduiește toate picturile pe care le-a lăsat moștenire orașului (dar nu și fotografiile).
- André Le Nôtre (1613-1700) a proiectat perspectivele și căile din pădurea de la L'Isle-Adam, iar unele dintre străzile actuale ale localității continuă să urmeze aceste trasee.
- Tânărul Mozart (1756-1791) a cântat la castelul prinților de Conti în 1766. Se presupune că a susținut și un spectacol la domeniul Cassan.
- Cécile Sorel (1873-1966), rezidentă în Mériel, frecventa adesea castelul Conti în perioada dintre cele două războaie mondiale.
- Adolphe Léon Willette (1857-1926), ilustrator, caricaturist și pictor, a petrecut mai multe veri la L'Isle-Adam[89].

#### Câțiva regi și mari personalități
L'Isle-Adam, feudă a unor mari seniori, a fost martora trecerii multor monarhi și figuri marcante ale Franței de-a lungul istoriei sale, atât pentru momente de relaxare (vânătoare, turniruri și festivități), cât și din motive militare. Mai jos este o listă cronologică, secțiunea dedicată istoriei oferind, dacă este cazul, detalii despre motivele vizitei lor:
- Carol al VI-lea în 1386;
- Filip cel Îndrăzneț, duce de Burgundia, în 1402;
- Francisc I în 1519, 1531, 1539 și 1540;
- Henric al II-lea de trei ori în 1547;
- Henric al IV-lea în 1589, 1590 și 1609;
- Cardinalul Richelieu în 1630;
- Cardinalul Mazarin în 1653.

#### Alte personalități
- Abatele Breuil (1877-1961), preistoric, s-a remarcat prin contribuțiile sale la clasificarea industriilor litice din paleolitic și la studiul artei parietale preistorice. O reședință îi poartă numele. Bastonul și pălăria sa sunt păstrate la muzeul Senlecq.
- Jefferson Poirot, jucător de rugby s-a născut la L'Isle-Adam în 1992.
- Valérie Trierweiler deține o casă în care locuiește unul dintre fiii săi.

## Înfrățiri
- Germania – Marbach am Neckar, orașul natal al poetului Friedrich Schiller.
- Anglia – Stratford-upon-Avon, orașul natal al lui William Shakespeare.